# 即位礼正殿の儀

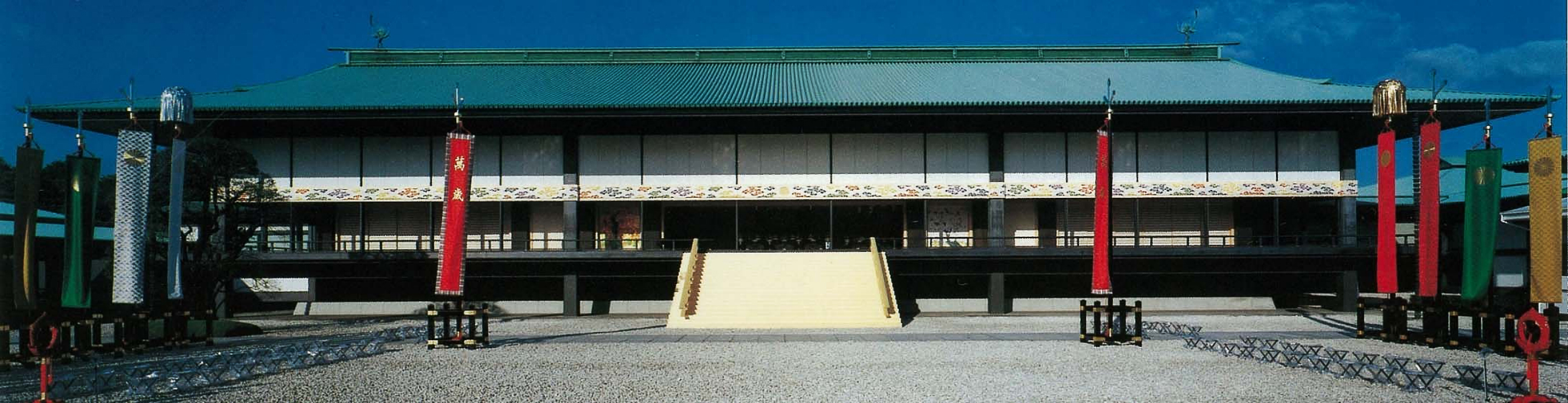
即位礼正殿の儀当日の皇居宮殿・正殿
1990年（平成2年）11月12日撮影

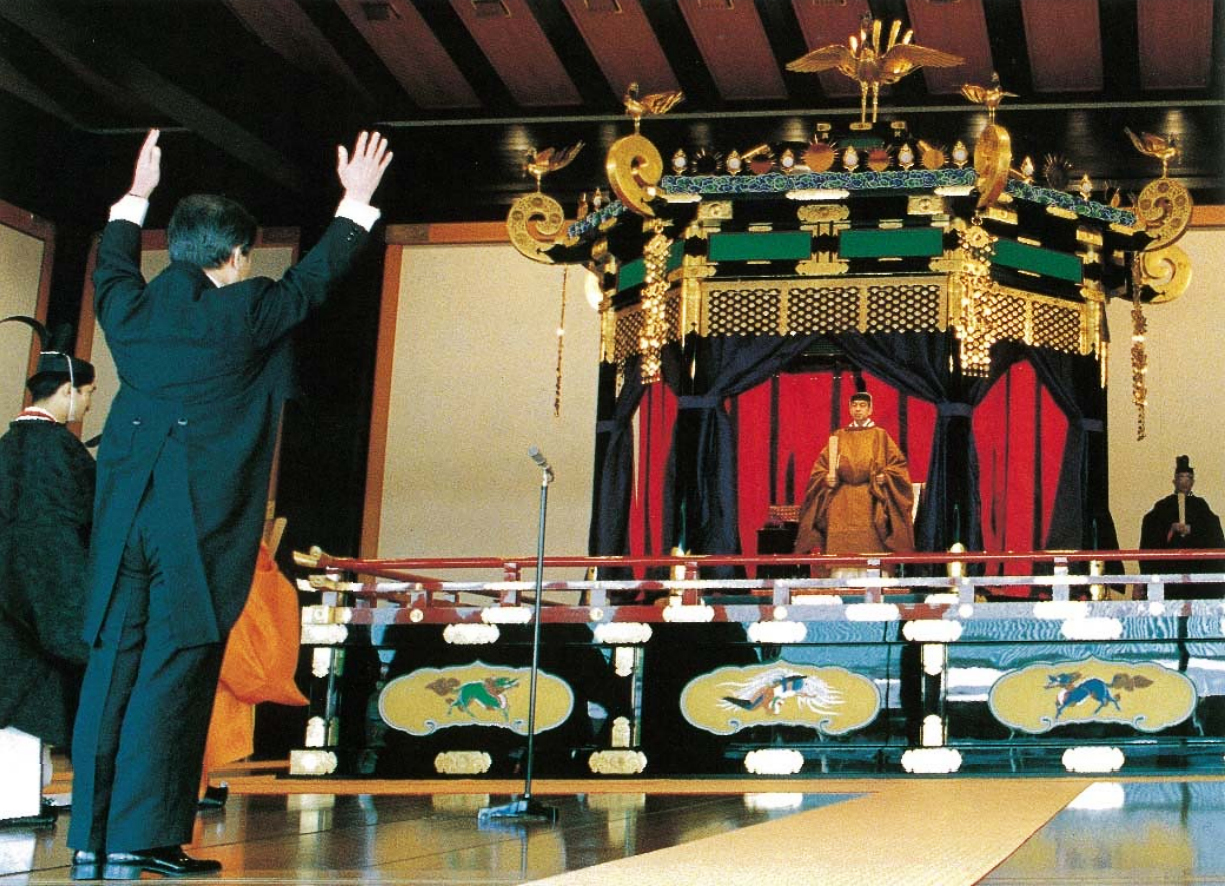
高御座の前で万歳三唱する内閣総理大臣海部俊樹（当時）

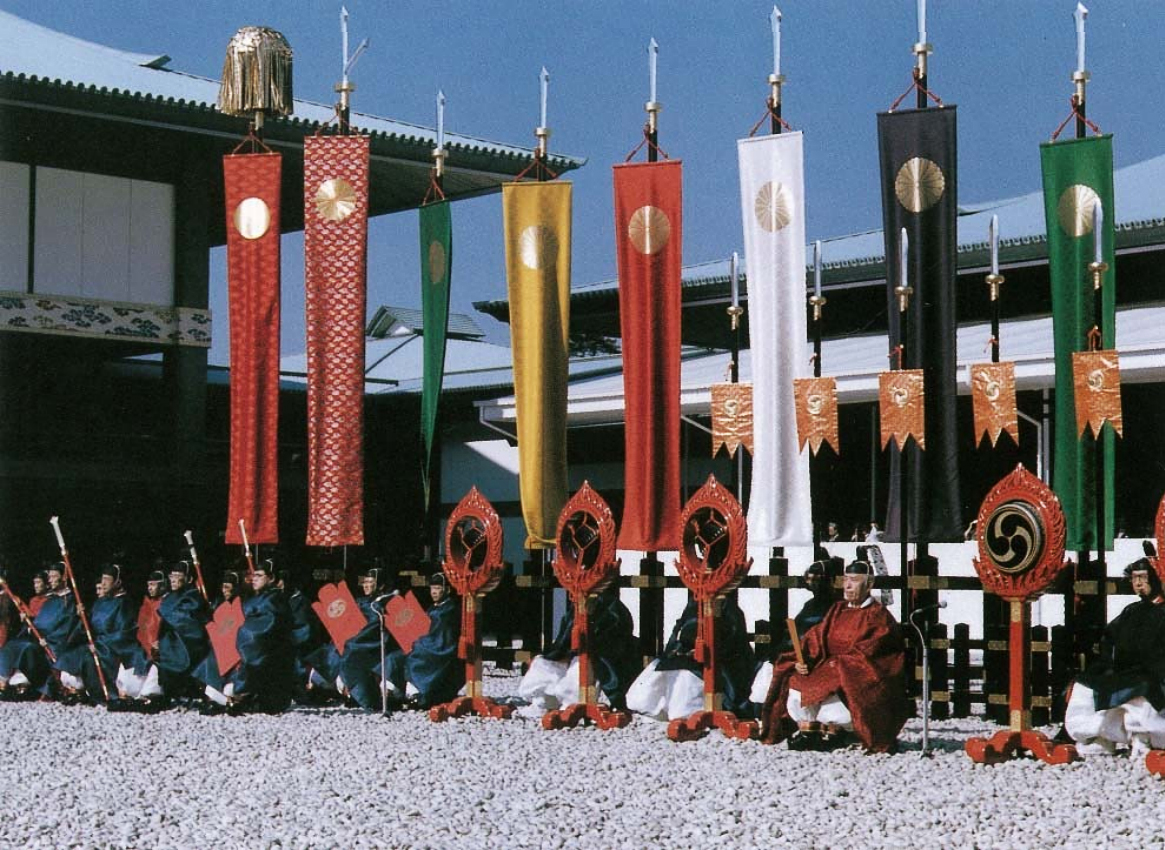
正殿中庭の旙

即位礼正殿の儀（そくいれいせいでんのぎ）は、即位の礼の中心となる、即位した天皇が日本国の内外に即位を宣明する国事行為たる儀式である。
諸外国における戴冠式、即位式にあたり、皇居宮殿・正殿松の間で執り行われる。

## 概要
天皇が自らの即位を国の内外に宣明する儀式であり、諸外国のいわゆる「戴冠式」や「即位式」に当たる。このため国内外から賓客が招かれ、特に国外においては国家元首あるいは首脳が参列する。
古来、大内裏内の大極殿、大内裏が廃絶して以降は京都御所内の紫宸殿で行われた。東京奠都を経た後も、1889年（明治22年）公布の旧皇室典範で『「即位の礼」と「大嘗祭」は京都で行う』との規定により、大正天皇および昭和天皇の即位礼は京都行幸の上で「即位礼紫宸殿の儀（そくいれいししんでんのぎ）」として行われた。1947年の皇室典範改正では第二十四条に「皇位の継承があつたときは即位の礼を行う。」とあるのみでその斎行場所についての記述がなくなった。125代天皇・平成の天皇の即位礼は、平成2年（1990年）11月12日に東京・皇居で行われ、名称も「即位礼正殿の儀」に改称された。
当日はいずれも国民の休日となる（根拠法は、平成時は「即位礼正殿の儀の行われる日を休日とする法律（平成二年法律第二十四号）」、令和時は「天皇の即位の日及び即位礼正殿の儀の行われる日を休日とする法律（平成三十年法律第九十九号）」）。
装飾
天皇と皇后が昇る高御座と御帳台は通常は京都御所紫宸殿にあるが、即位式を行うにあたりその都度解体して運搬され、松の間に設営される（松の間中央に高御座、正殿向かって右に御帳台）。
中庭に面する正殿中央には、京都御所の紫宸殿の「南階十八段」を模して階段（こちらも段数は18段）が設けられる。ただし、実際には使用されない。中庭には幡旗が立てられ、文官武官の装束を身につけた総理府（現：内閣府）、宮内庁職員が「威儀物捧持者」として奉仕する。荒天の場合は中庭の装飾はせず、職員の配置も屋内へと変更される。
式次第
| 高御座（左）と御帳台（右） |  | 高御座（左）と御帳台（右） |
| 高御座（左）と御帳台（右） |  |                            |

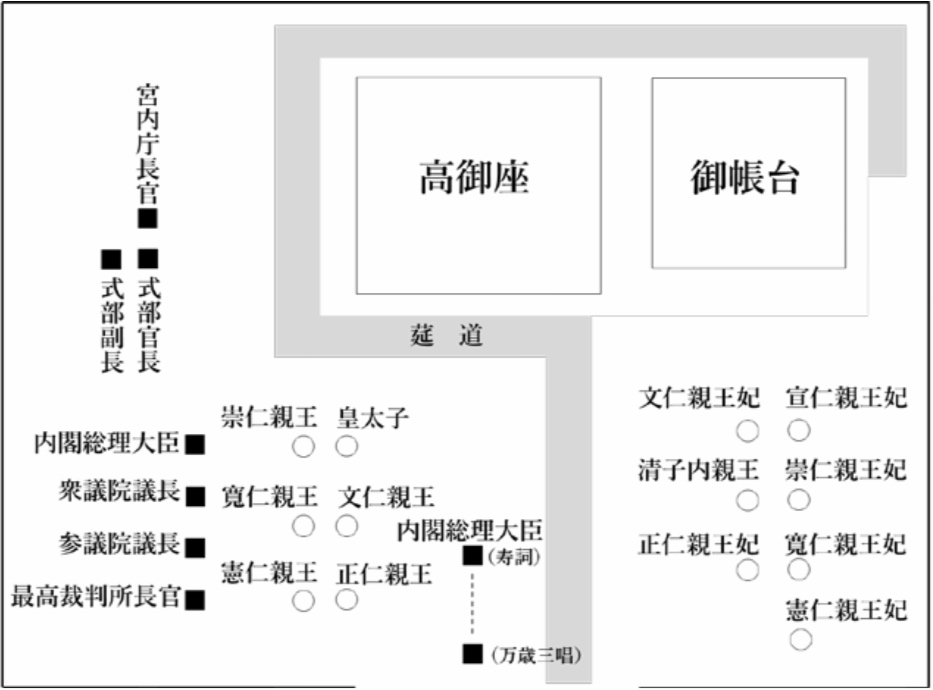
正殿松の間の参列者見取り図（平成2年）
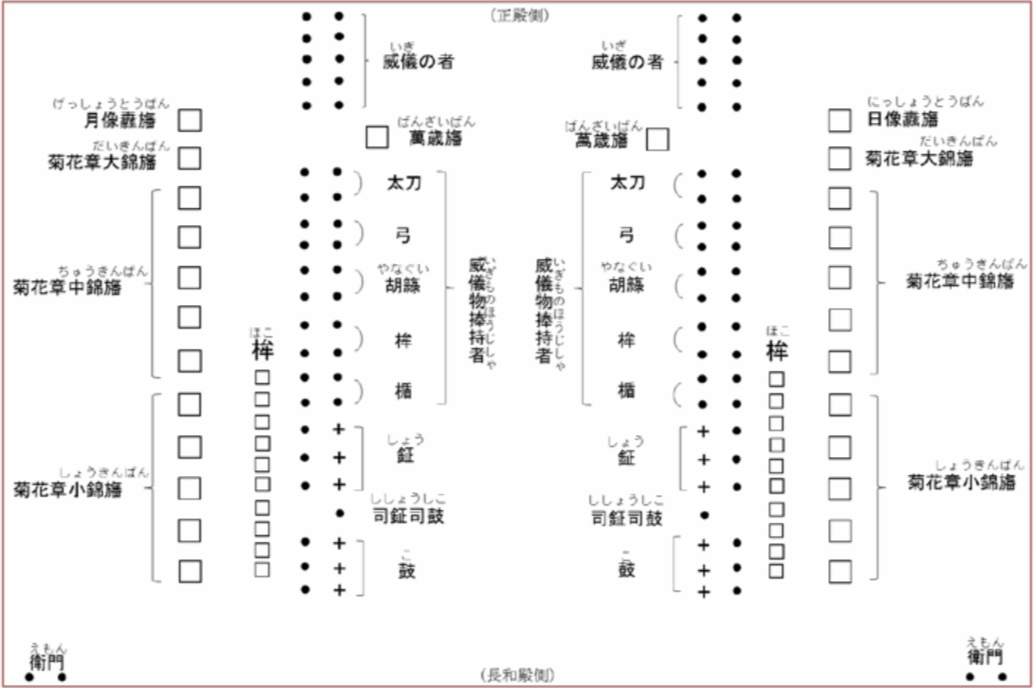
宮殿中庭の配列見取り図（平成2年）
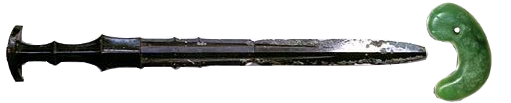
剣と璽（イメージ、実物は非公開）

1. 三権の長、皇族、天皇、皇后の順に正殿松の間に参入する。
2. 天皇、皇后が高御座、御帳台に昇る。
3. 参列者が鉦の合図により起立する。高御座、御帳台の帳が開けられる。
4. 参列者が鼓の合図により敬礼する。
5. 内閣総理大臣が高御座前に参進する。
6. 天皇の「おことば」がある。
7. 内閣総理大臣が寿詞を述べる。
8. 内閣総理大臣が即位を祝して万歳を三唱する。参列者が唱和する。
9. 万歳三唱後、北の丸公園で自衛隊による21発の皇礼砲が撃たれる[1]。
10. 内閣総理大臣が所定の位置に戻る。
11. 高御座、御帳台の帳が閉められる。参列者が鉦の合図により着席する。
12. 天皇、皇后が高御座、御帳台から降りる。
13. 天皇、皇后、皇族、三権の長の順に退出する。

松の間には、成年皇族が高御座から向かって左側と御帳台から向かって右側、三権の長が高御座左側のさらに後方に侍立する。

## 平成の即位礼正殿の儀
1990年11月12日、皇居宮殿において行われた。
特記事項および先例との変更点
- 紫宸殿と正殿では部屋の構造が異なるため、高御座と御帳台との距離が従来より近くなった。そのため、両者の左右の階段を取り付けなかった。
- 紫宸殿の儀においては天皇は紫宸殿の後方から出御、高御座に昇った上で、参列者に姿を見せていたが、今回は正殿の構造に加え、外国賓客・国内要人等の主要な参列者が天皇皇后の姿にできるだけ直接接することができるように配慮したうえで天皇・皇后の動線を変更し、正殿梅の間前の廊下を経て出御することとした。
- 参列者の席は中庭を囲む豊明殿や長和殿などに設営されたが、人数分の座席が収まりきらないため、一部中庭にせり出して設営された。
- 三権の長は、紫宸殿の儀では中庭に並び、内閣総理大臣が正面の階段を上って登殿していたが、憲法の定める国民主権に配慮し、平成以降は全員正殿内に侍立する形に改められた（正殿正面には引き続き階段が設置されるが、実際には使用されない）。また、紫宸殿の儀においては皇族と同様に束帯を着用していたが、燕尾服など洋装に変わった。
- NHKなど放送事業者によって、儀式の模様が史上初めて生中継された。

装束
| 即位礼に際して御装束を着用する天皇明仁、皇后美智子（現：上皇、上皇后）  |  | 即位礼に際して御装束を着用する天皇明仁、皇后美智子（現：上皇、上皇后） |
| 即位礼に際して御装束を着用する天皇明仁、皇后美智子 （現：上皇、上皇后） |  |                                                                        |

明治天皇の即位礼の際に礼服が廃止され、以来即位礼では和風の装束が着用されている。これを「御装束」と称する。
- 天皇（明仁）：束帯黄櫨染御袍に立纓御冠を着用し、笏を持つ。
- 皇后（美智子）：唐衣裳装束の着用。唐衣は白系統、表着は緑系統（皇后の料は、古くは赤色や青色の織物が多いが、後深草天皇即位の時、母后は白唐衣を用いた。また立后のときは唐衣と表着に白を用いるのが平安中期以降の慣例であり、これらを参照して大正以降即位の礼の皇后の料は白唐衣に緑系統の表着という組み合わせに固定化した）。髪型は御垂髪（おすべらかし）で平額を付ける。桧扇を持つ。
- 男性皇族（皇太子徳仁親王（皇嗣）・秋篠宮文仁親王・常陸宮正仁親王・三笠宮崇仁親王・寬仁親王・高円宮憲仁親王）：束帯黒色袍に垂纓冠を着用し、笏を持つ。皇嗣のみ黄丹御袍を着る。

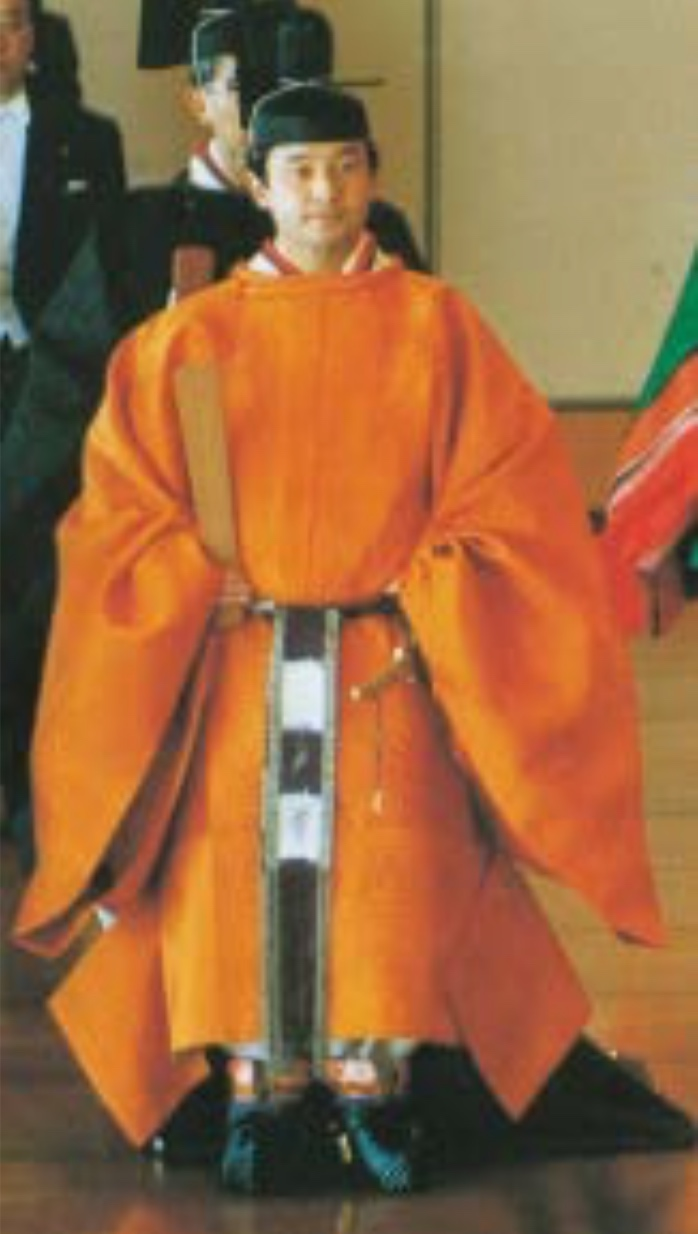
束帯黄丹袍を着用した徳仁親王

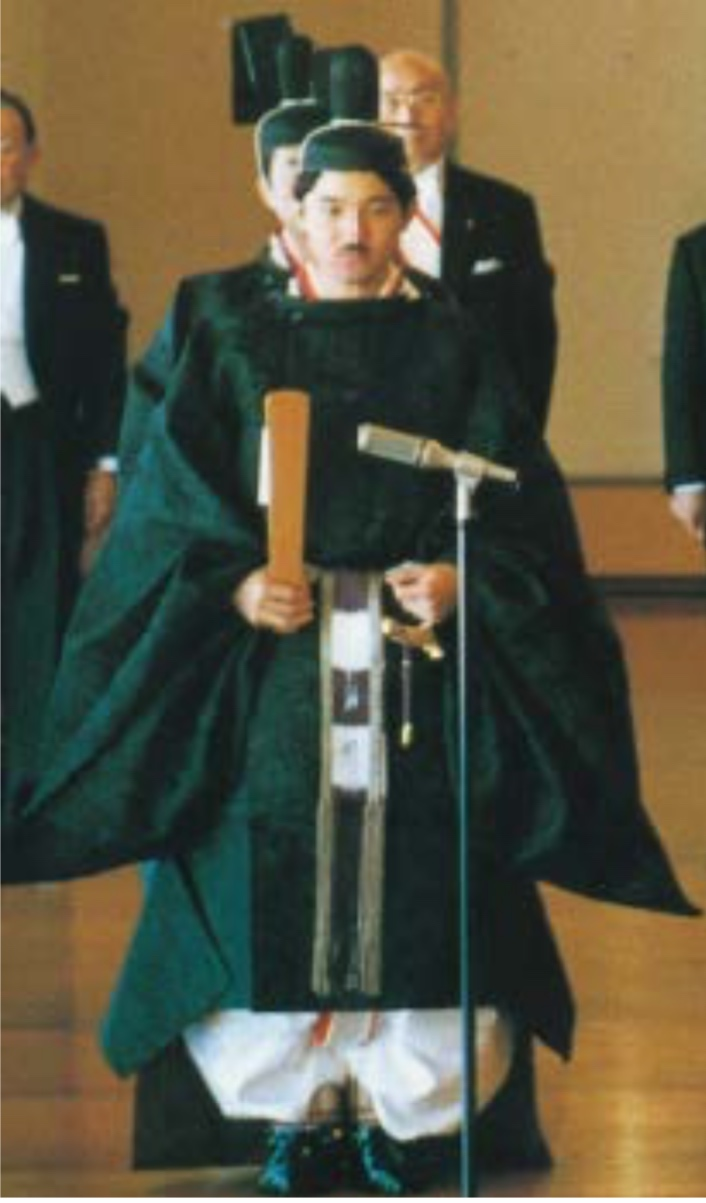
束帯に身を包んだ文仁親王

- 女性皇族（文仁親王妃紀子・紀宮清子内親王・正仁親王妃華子・宣仁親王妃喜久子・崇仁親王妃百合子・寬仁親王妃信子・憲仁親王妃久子）：唐衣裳装束。唐衣は紫。桧扇を持つ。
- 三権の長：洋装礼服（燕尾服）に勲章着用。昭和天皇の即位礼の際は田中義一内閣総理大臣は黒色袍の束帯であったが、平成の儀式では洋装が採用された。
- 威儀物奉持者：束帯緋色袍または黒色袍に垂纓冠または巻纓冠を着用。

即位の礼に参列した各国要人
当時は東西ドイツが統一し、ソ連も冷戦の終結に向けて模索していた一方で中東地域の情勢が緊迫化していたことから、これらの地域を巡る即位の礼に併せての外交も東京において活発に行われた。
- 国家元首級：70カ国
- 皇室・王室：20カ国
- 副大統領級：15カ国
- 首相級：20カ国
- 閣僚級：35カ国

| アジア - イスラエル：ヘルツォグ大統領夫妻 - インド：ベンカタラマン大統領 - インドネシア：スハルト大統領 - トルコ：オザル大統領 - パキスタン：カーン大統領夫妻 - バングラデシュ：エルシャド大統領夫妻 - フィリピン：アキノ大統領 - ブータン：ジグミ・シンゲ・ワンチュク国王 - ブルネイ：ハサナル・ボルキア国王 - マレーシア：アズラン・シャー国王・王妃 - モルディブ：マウムーン・アブドル・ガユーム大統領夫妻 - モンゴル：オチルバト大統領夫妻 - アラブ首長国連邦：ムハンマド - 韓国：姜英勲首相 - クウェート：ナーセル （当時イラクによって占領されていた為、亡命政権によって派遣される） - サウディ・アラビア：ナワーフ - シンガポール：リー・クアンユー首相 - スリランカ：ウィジェートゥンガ首相 - タイ：ワチラーロンコーン皇太子 - 台湾：蔣孝武駐日代表 - 中国：呉学謙国務院副総理 - ネパール：ディペンドラ皇太子及び王弟ギャネンドラ・同妃 - ベトナム：グエン・フー・ト国家評議会副議長 - ミャンマー：ター・トゥン法務長官夫妻 - ラオス：プーン閣僚評議会副議長夫妻 - レバノン：エリアス・ヘラウィ大統領夫人 | ヨーロッパ・北アメリカ - アイスランド：フィンボガドッティル大統領 - アイルランド：ヒラリー大統領夫妻 - イタリア：スパドリーニ上院議長 - オーストリア：ワルトハイム大統領夫妻 - キプロス：バシリュウ大統領夫妻 - スウェーデン：カール16世グスタフ国王・シルヴィア王妃 - デンマーク：マルグレーテ2世女王・ヘンリク王配 - ドイツ：ワイツゼッカー大統領夫妻 - ハンガリー：ゲンツ大統領 - フィンランド：コイビスト大統領夫妻 - ブルガリア：ジェーレフ大統領夫妻 - ベルギー：ボードゥアン国王・ファビオラ王妃 席次No.1であった - ポルトガル：ソアレス大統領夫妻 - マルタ：タポーネ大統領夫妻 - ユーゴスラビア：ヨビッチ連邦幹部会議長夫妻 - ルーマニア：イリエスク大統領 - ルクセンブルク：ジャン大公・ジョセフィーヌ＝シャルロット大公妃 - アメリカ合衆国：ダン・クエール副大統領 - イギリス：ウェールズ大公チャールズ皇太子・ダイアナ皇太子妃 - オランダ：オラニエ公ウィレム＝アレクサンダー皇太子 - カナダ：ナティシャン総督 - ギリシャ：ミツォタキス首相夫妻 - ソビエト連邦：アナトリー・ルキヤノフ最高会議議長夫妻 - チェコスロバキア：ドゥプチェク連邦議会議長 - フランス：ロカール首相夫妻 - ポーランド：コザエキビッチ下院議長夫妻 |
| ラテンアメリカ - アルゼンチン：メネム大統領 - エクアドル：パロディ副大統領夫妻 - エルサルバドル：クリスティアーニ大統領夫妻 - ガイアナ：ホイト大統領夫妻 - グアテマラ：リベラ外相夫妻 - コスタリカ：カルデロン大統領夫妻 - コロンビア：ハラミージョ副大統領夫妻 - ジャマイカ：マンレイ首相 - チリ：シルバ・シマ外相 - ドミニカ国：シグノレット大統領 - パナマ：エンダラ大統領夫妻 - パラグアイ：ロドリゲス大統領夫妻 - ブラジル：コロール大統領夫妻 - ボリビア：パス・サモラ大統領 - ホンジュラス：カジェハス大統領夫妻 - ウルグアイ：トマシーノ最高裁判所長官夫妻 - セントクリストファーネイビス：アリンデール総督夫妻 - ドミニカ共和国：モラレス副大統領夫妻 - トリニダード・トバゴ：ダス大使夫妻 - ニカラグア：トレホス最高裁判所長官夫妻 - ハイチ：ラトルチュー外相夫妻 - バハマ：メイナード副首相夫妻 - ベネズエラ：モラレス国会議長夫妻 - ペルー：マルチャン外相夫妻 - ベリーズ：ゴードン総督 - メキシコ：サリーナス大統領夫人                                                                              | オセアニア - キリバス：タバイ大統領夫妻 - ナウル：ドウィヨゴ大統領夫妻 - 西サモア：マリエトア・タヌマフィリ2世国家元首 - フィジー：ガニラウ大統領夫妻 - マーシャル諸島：カブア大統領夫妻 - ミクロネシア連邦：ハグレルガム大統領夫妻 - オーストラリア：ヘイドン総督夫妻 - ソロモン諸島：レピン総督夫妻 - ニュージーランド：リーブス総督夫妻 - パプアニューギニア：エリ総督夫妻 |
| アフリカ - カメルーン：ビヤ大統領夫妻 - ガンビア：ジャワラ大統領 - ケニア：モイ大統領 - ザンビア：カウンダ大統領 - ジブチ：グレド大統領 - セネガル：ディウフ大統領 - 中央アフリカ共和国：コリンバ大統領夫妻 - トーゴ：エヤデマ大統領夫妻 - ボツワナ：マシーレ大統領夫妻 - スワジランド：デイビッド(駐韓国大使)及び同妃 - マリ共和国：トラオレ大統領夫妻 - モロッコ：ラシド（第2王子） - アルジェリア：ベンハビレス憲法評議会議長夫妻 - ギニア：トラオレ外相 - ナミビア：グリラブ外相夫妻 - ニジェール：ムタリ国民会議議長夫妻 - ブルンジ：ムボニンパ外相 - 南アフリカ共和国：クーン総領事夫妻 - スーダン共和国：バシール革命評議会議長 | 国際機関 - 国際連合：ハビエル・ペレス・デ・クエヤル事務総長 - ヨーロッパ共同体：アンドリーセン副委員長夫妻 |

### 天皇の「おことば」
さきに、日本国憲法及び皇室典範の定めるところによって皇位を継承しましたが、ここに即位礼正殿の儀を行い、即位を内外に宣明いたします。
このときに当り、改めて、御父昭和天皇の六十余年にわたる御在位の間、いかなるときも、国民と苦楽を共にされた御心を心として、常に国民の幸福を願いつつ、日本国憲法を遵守し、日本国及び日本国民統合の象徴としてのつとめを果たすことを誓い、国民の叡智とたゆみない努力によって、我が国が一層の発展を遂げ、国際社会の友好と平和、人類の福祉と繁栄に寄与することを切に希望いたします。

### 海部内閣総理大臣の寿詞
謹んで申し上げます。天皇陛下におかれましては、本日ここにめでたく即位礼正殿の儀を挙行され、即位を内外に宣明されました。一同こぞって心からお慶び申し上げます。
ただいまは、天皇陛下から、いかなるときも国民と苦楽を共にされた昭和天皇の御心を心とされ、常に国民の幸福を願われつつ、日本国憲法を遵守し、象徴としての責務を果たされるとのお考えと、我が国が一層発展し、国際社会の友好と平和、人類の福祉と繁栄に寄与することを願われるお気持ちとを伺い、改めて感銘を覚え、敬愛の念を深くいたしました。
私たち国民一同は、天皇陛下を日本国及び日本国民統合の象徴と仰ぎ、心を新たに、世界に開かれ、活力に満ち、文化の薫り豊かな日本の建設と、世界の平和、人類福祉の増進とを目指して、最善の努力を尽くすことをお誓い申し上げます。ここに、平成の御代の平安と天皇陛下の弥栄をお祈り申し上げ、お祝いの言葉といたします。
平成二年十一月十二日 内閣総理大臣 海部俊樹

## 令和の即位礼正殿の儀
| 天皇徳仁と皇后雅子 |  | 天皇徳仁と皇后雅子 |
| 天皇徳仁と皇后雅子 |  |                    |

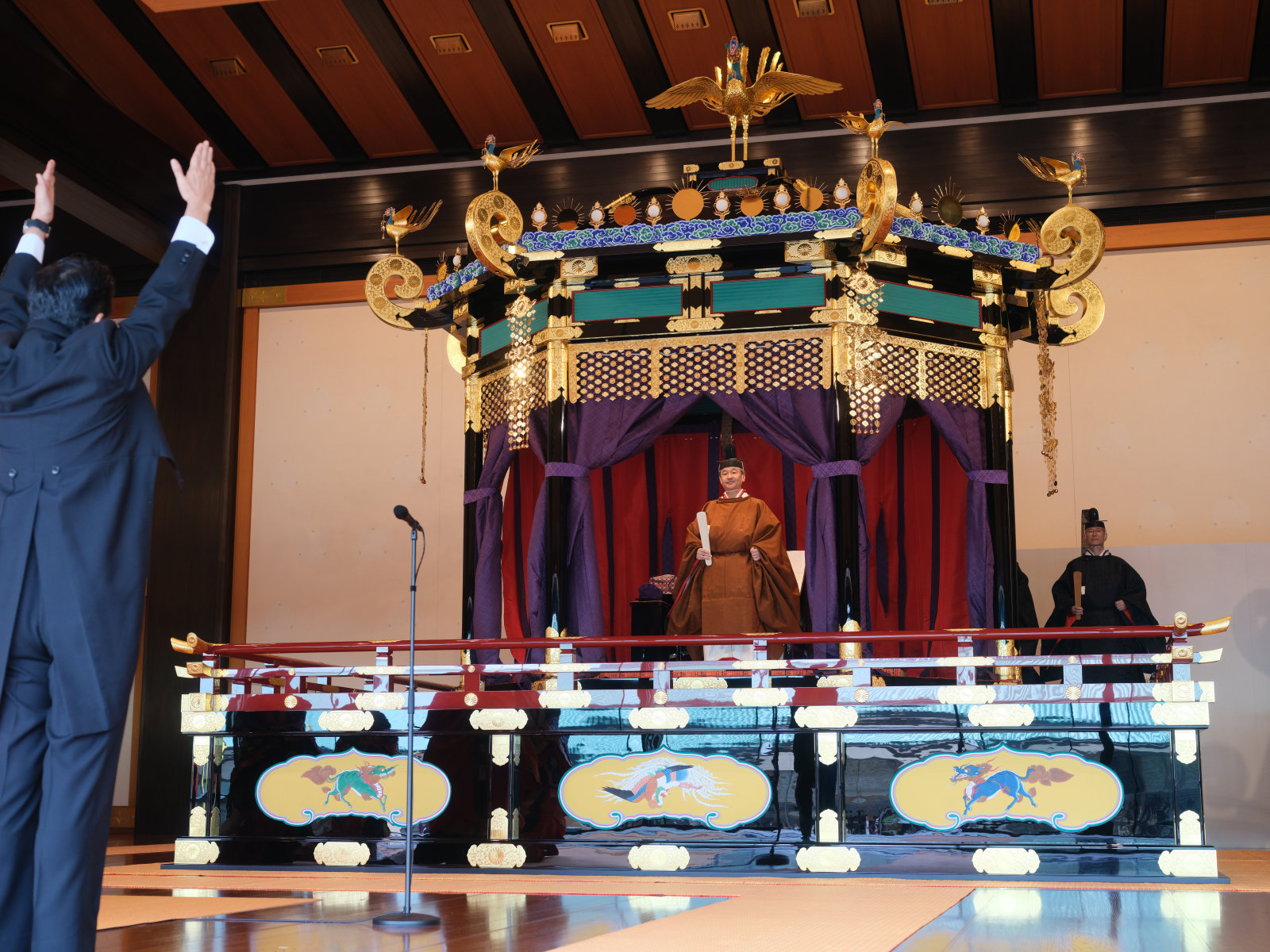
万歳三唱する内閣総理大臣安倍晋三

2019年（令和元年）10月22日午後1時より、皇居正殿において挙行された。儀式は基本的に平成の例を踏襲する。
儀式の模様は平成時同様、NHKをはじめとする放送事業者で生放送された他、史上初めてYouTube Liveの官邸公式アカウント、ニコニコ生放送（ニコニコニュース）などにてライブストリーミング配信も行われた。
特記事項および先例との変更点
- 当日は台風20号から変わった低気圧の影響による雨天のため、「雨儀」の形をとり、中庭の装飾を行わず、装束姿の宮内庁職員らを人数を減らした上で宮殿内に配置。ただし、旛は予定通り掲げられた[5]。
- 参列者の座席について、平成時は一部中庭にせり出して設営していたが、荒天の場合を考慮してこれを設置せず、豊明殿、春秋の間、石橋の間及び中庭を取り囲む廊下に全座席を設営、これらの場所に多数設置された大小のモニターも活用することで、儀式の様子を把握できるようにした。
- 天皇・皇后の登壇の際の動線についても紫宸殿の儀の時のものに戻し、松の間の後方から出御した。これにより、高御座開帳ののち初めて天子が姿を現す形式（宸儀初見：しんぎしょけん）が復活した。なお、退出の際は平成度に倣って正殿竹の間前を通った。皇族は平成度と同様に、正殿梅の間の前を経る動線になる[6]。
- 平成時は、向かって左側に男性皇族、右側に女性皇族が侍立していたが、今回は男性皇族の人数が極端に少ないことから、左側に皇嗣家たる秋篠宮家の皇族、右側にその他の宮家（常陸宮・三笠宮・高円宮）の皇族が侍立する形をとった。
- 皇族以外では三権の長のみが松の間で侍立するが、今回女性で初めて山東昭子参議院議長がその任に就いた。

招待した国・地域・機関
政府が国家として承認している195か国の元首が招待された。参加した国、地域および機関は以下のとおりである。
| 国名                                 | 出席者                                                               | 肩書                                         |
| 国家元首（君主・大統領・総督）級     | 国家元首（君主・大統領・総督）級                                     | 国家元首（君主・大統領・総督）級             |
| ------------------------------------ | -------------------------------------------------------------------- | -------------------------------------------- |
| エスワティニ                         | ムスワティ3世                                                        | 国王                                         |
| オランダ                             | ウィレム＝アレクサンダー マクシマ                                    | 国王 王妃                                    |
| カンボジア                           | ノロドム・シハモニ ノロドム・アルンラズメイ                          | 国王 王女                                    |
| スウェーデン                         | カール16世グスタフ ヴィクトリア                                      | 国王 王太子                                  |
| スペイン                             | フェリペ6世 レティシア                                               | 国王 王妃                                    |
| トンガ                               | トゥポウ6世 ナナシパウウ・トゥクアホ                                 | 国王 王妃                                    |
| ブータン                             | ジグミ・ケサル・ナムゲル・ワンチュク ジェツン・ペマ・ワンチュク      | 国王 王妃                                    |
| ブルネイ                             | ハサナル・ボルキア アブドゥル・マティーン                            | 国王 王子                                    |
| ベルギー                             | フィリップ マティルド                                                | 国王 王妃                                    |
| マレーシア                           | アブドゥラ トゥンク・アジザ                                          | 国王 王妃                                    |
| レソト                               | レツィエ3世 マセナテ・モハト・セーイソ                               | 国王 王妃                                    |
| ルクセンブルク                       | アンリ                                                               | 大公                                         |
| モナコ                               | アルベール2世                                                        | 大公                                         |
| カタール                             | タミーム・ビン・ハマド・アール＝サーニー                             | 首長                                         |
| サモア                               | ヴァアレトア・スアラウヴィ2世 マシオフォ・ファアマウシリ・レイナフォ | 国家元首 国家元首夫人                        |
| アンティグア・バーブーダ             | ロドニー・ウィリアムス                                               | 総督                                         |
| オーストラリア                       | デイヴィッド・ハーレイ リンダ・マクマーティン                        | 総督 総督夫人                                |
| セントビンセント・グレナディーン     | スーザン・ドゥーガン                                                 | 総督                                         |
| ソロモン諸島                         | デビッド・ブナギ メアリー・ヴナギ                                    | 総督 総督夫人                                |
| ニュージーランド                     | パツィー・レディ デイヴィッド・ガスコイン                            | 総督 総督配偶者                              |
| パプアニューギニア                   | ボブ・ダダイ                                                         | 総督                                         |
| バルバドス                           | サンドラ・メイソン                                                   | 総督                                         |
| ベリーズ                             | コルヴィル・ヤング                                                   | 総督                                         |
| クック諸島                           | トム・マースターズ トゥアイネ・マースターズ                          | 女王名代 女王名代夫人                        |
| アイスランド                         | グズニ・ヨハンネソン                                                 | 大統領                                       |
| アフガニスタン                       | アシュラフ・ガニー                                                   | 大統領                                       |
| アルバニア                           | イリール・メタ                                                       | 大統領                                       |
| アルメニア                           | アルメン・サルキシャン ヌネ・サルキシャン                            | 大統領 大統領夫人                            |
| インド                               | ラーム・ナート・コーヴィンド サヴィータ・コーヴィンド                | 大統領 大統領夫人                            |
| ウクライナ                           | ウォロディミル・ゼレンスキー                                         | 大統領                                       |
| エストニア                           | ケルスティ・カリユライド                                             | 大統領                                       |
| オーストリア                         | アレクサンダー・ファン・デア・ベレン                                 | 大統領                                       |
| カーボベルデ                         | ジョルジェ・カルロス・フォンセカ                                     | 大統領                                       |
| キルギス                             | ソーロンバイ・ジェーンベコフ                                         | 大統領                                       |
| グアテマラ                           | ジミー・モラレス                                                     | 大統領                                       |
| ケニア                               | ウフル・ケニヤッタ マーガレット・ケニヤッタ                          | 大統領 大統領夫人                            |
| コートジボワール                     | アラサン・ワタラ                                                     | 大統領                                       |
| コソボ                               | ハシム・サチ                                                         | 大統領                                       |
| コモロ                               | アザリ・アスマニ                                                     | 大統領                                       |
| ジョージア                           | サロメ・ズラビシュヴィリ                                             | 大統領                                       |
| シンガポール                         | ハリマ・ヤコブ モハンマド・アブドラ・アルハブシー                    | 大統領 大統領配偶者                          |
| スリランカ                           | マイトリーパーラ・シリセーナ ジャヤンティ・プシュパ・クマリ          | 大統領 大統領夫人                            |
| スロバキア                           | ズザナ・チャプトヴァー                                               | 大統領                                       |
| スロベニア                           | ボルト・パホル                                                       | 大統領                                       |
| ドイツ                               | フランク＝ヴァルター・シュタインマイヤー エルケ・ビューデンベンガー  | 大統領 大統領夫人                            |
| トーゴ                               | フォール・ニャシンベ                                                 | 大統領                                       |
| トルクメニスタン                     | グルバングル・ベルディムハメドフ                                     | 大統領                                       |
| ナウル                               | ライノル・エニミア                                                   | 大統領                                       |
| ニジェール                           | マハマドゥ・イスフ                                                   | 大統領                                       |
| ネパール                             | ビドヤ・デビ・バンダリ                                               | 大統領                                       |
| パキスタン                           | アリフ・アルヴィ サミナ・アルヴィ                                    | 大統領 大統領夫人                            |
| パナマ                               | ラウレンティノ・コルティソ ヤズミン・コロン・デ・コルティソ          | 大統領 大統領夫人                            |
| パラオ                               | トミー・レメンゲサウ                                                 | 大統領                                       |
| パレスチナ                           | マフムード・アッバース                                               | 大統領                                       |
| ハンガリー                           | アーデル・ヤーノシュ                                                 | 大統領                                       |
| バングラデシュ                       | アブドゥル・ハーミド ラシダ・ハーミド                                | 大統領 大統領夫人                            |
| フィジー                             | ジオジ・コンロテ サロテ・ファガ・コンロテ                            | 大統領 大統領夫人                            |
| フィリピン                           | ロドリゴ・ドゥテルテ                                                 | 大統領                                       |
| フィンランド                         | サウリ・ニーニスト イェンニ・ハウキオ                                | 大統領 大統領夫人                            |
| ブラジル                             | ジャイール・ボルソナーロ                                             | 大統領                                       |
| ブルガリア                           | ルメン・ラデフ                                                       | 大統領                                       |
| ベナン                               | パトリス・タロン                                                     | 大統領                                       |
| ボスニア・ヘルツェゴビナ             | ジェリコ・コムシッチ                                                 | 大統領評議会議長                             |
| マーシャル諸島                       | ヒルダ・ハイネ トミー・キジナー                                      | 大統領 大統領配偶者                          |
| マルタ                               | ジョージ・ヴェラ ミリアム・グリマ                                    | 大統領 大統領夫人                            |
| ミクロネシア連邦                     | デヴィッド・パヌエロ パトリシア・エドウィン                          | 大統領 大統領夫人                            |
| モルディブ                           | イブラヒム・モハメド・ソリ ファズナ・アハメド                        | 大統領 大統領夫人                            |
| モルドバ                             | イゴル・ドドン                                                       | 大統領                                       |
| モンテネグロ                         | ミロ・ジュカノヴィチ リディヤ・クッチ                                | 大統領 大統領夫人                            |
| ラトビア                             | エギルス・レヴィッツ                                                 | 大統領                                       |
| リトアニア                           | ギタナス・ナウセダ ディアナ・ネパイテ＝ナウセディエネ                | 大統領 大統領夫人                            |
| ルーマニア                           | クラウス・ヨハニス                                                   | 大統領                                       |
| 王太子・副大統領・首相（三権の長）級 |                                                                      |                                              |
| イギリス                             | チャールズ                                                           | 王太子                                       |
| デンマーク                           | フレデリック メアリー                                                | 王太子 王太子妃                              |
| ノルウェー                           | ホーコン                                                             | 王太子                                       |
| バーレーン                           | サルマン                                                             | 王太子                                       |
| ヨルダン                             | フセイン                                                             | 王太子                                       |
| リヒテンシュタイン                   | アロイス                                                             | 公世子                                       |
| アルゼンチン                         | ガブリエラ・ミケティ                                                 | 副大統領                                     |
| インドネシア                         | マールフ・アミン ウーリー・エツ・ハンダヤニ                          | 副大統領 副大統領夫人                        |
| エルサルバドル                       | フェリックス・ウジョア                                               | 副大統領                                     |
| セーシェル                           | ヴィンセント・メリトン                                               | 副大統領                                     |
| キューバ                             | ロベルト・モラレス・オヘダ                                           | 副大統領                                     |
| パラグアイ                           | ウーゴ・ベラスケス                                                   | 副大統領                                     |
| ラオス                               | パンカーム・ビパバン シチャン・ビパバン                              | 国家副主席 国家副主席夫人                    |
| 中国                                 | 王岐山                                                               | 国家副主席                                   |
| 香港                                 | 林鄭月娥                                                             | 行政長官                                     |
| マカオ                               | 崔世安                                                               | 行政長官                                     |
| 韓国                                 | 李洛淵                                                               | 国務総理                                     |
| カメルーン                           | ジョセフ・ディオン・ングテ                                           | 首相                                         |
| ジブチ                               | アブドゥルカデル・カミル・モハメッド                                 | 首相                                         |
| セルビア                             | アナ・ブルナビッチ                                                   | 首相                                         |
| タイ                                 | プラユット・チャンオチャ ナラポーン・チャンオチャ                    | 首相 首相夫人                                |
| チェコ                               | アンドレイ・バビシュ                                                 | 首相                                         |
| ベトナム                             | グエン・スアン・フック                                               | 首相                                         |
| ミャンマー                           | アウンサンスーチー                                                   | 国家顧問兼外相                               |
| モンゴル                             | ウフナーギーン・フレルスフ ボロルツェツェグ・フレルスフ              | 首相 首相夫人                                |
| アイルランド                         | デニス・オドノバン                                                   | 上院議長 議長夫人                            |
| アゼルバイジャン                     | オグタイ・アサドフ                                                   | 国会議長                                     |
| イタリア                             | マリア・エリザベッタ・アルベルティ・カゼッラーティ                   | 上院議長                                     |
| ウズベキスタン                       | タンジラ・ナルバーエバ                                               | 上院議長                                     |
| ガボン                               | フスタン・ブクビ                                                     | 国民議会議長                                 |
| ガンビア                             | マリアム・ジャック＝デントン                                         | 国民議会議長                                 |
| シエラレオネ                         | アバス・ブンドゥ                                                     | 国会議長                                     |
| ジャマイカ                           | タバレス＝フィンソン                                                 | 上院議長                                     |
| 赤道ギニア                           | ガウデンシオ・モハバ・メス                                           | 国民議会議長                                 |
| タジキスタン                         | マフマドサイド・ウバイドゥロエフ                                     | 上院議長                                     |
| マダガスカル                         | クリスティーヌ・ラザナマハソア                                       | 国民議会議長                                 |
| マリ                                 | イッサカ・シディベ                                                   | 国民議会議長                                 |
| モザンビーク                         | ヴェロニカ・マカモ                                                   | 共和国議会議長                               |
| カナダ                               | リチャード・ワグナー キャサリン・マンデヴィル                        | 最高裁判所長官 長官夫人                      |
| 王族・閣僚級                         |                                                                      |                                              |
| アメリカ合衆国                       | イレーン・チャオ(趙小蘭)                                             | 運輸長官                                     |
| アラブ首長国連邦                     | ハッザーア・ビン・ザーイド・アール＝ナヒヤーン                       | 王族、国家安全保障顧問相                     |
| アンゴラ                             | フレデリコ・カルドーゾ                                               | 大統領府文官長                               |
| アンドラ                             | マリア・ウバク・フォン                                               | 外務大臣 大臣配偶者                          |
| イラン                               | ラヤ・ジョネイデイ                                                   | 法務担当副大統領                             |
| ウガンダ                             | エフライム・カムントゥ                                               | 観光・野生動植物・遺跡大臣                   |
| ウルグアイ                           | ロドルフォ・ニン・ノバ                                               | 外務大臣                                     |
| エジプト                             | カレード・アル・アナニ                                               | 考古大臣                                     |
| オマーン                             | アスアド・ビン・ターリク・アル＝サイード                             | 王族、国際関係・協力担当副首相               |
| ガイアナ                             | ドーン・ヘイスティングス＝ウィリアムス                               | 大統領府付大臣                               |
| ギニア                               | サルーム・シセ                                                       | 国民議会第一副議長                           |
| ギリシャ                             | パナギオティス・ピクラメノス                                         | 副首相、元首相                               |
| キリバス                             | ルアテキ・テカイアラ                                                 | インフラ・持続可能エネルギー大臣             |
| クウェート                           | ナーセル・アッ＝サバーハ                                             | 王族、元首相                                 |
| クロアチア                           | ジェリコ・ライネル                                                   | 国会副議長                                   |
| コロンビア                           | カルロス・オルメス・トルヒージョ                                     | 外務大臣                                     |
| サウジアラビア                       | トゥルキ・ビン・モハメド                                             | 王族、王宮府顧問兼国務大臣                   |
| ザンビア                             | ジョセフ・マランジ                                                   | 外務大臣                                     |
| サンマリノ                           | ニコラ・レンツィ                                                     | 外務長官                                     |
| スイス                               | ヴィオラ・アムヘルト                                                 | 防衛・国民保護・スポーツ担当連邦参事         |
| セネガル                             | アマドゥ・ホットゥ                                                   | 経済・計画・協力大臣                         |
| セントクリストファー・ネイビス       | マーク・ブラントリー                                                 | 外務大臣                                     |
| ソマリア                             | アブドゥルカディル・アーメドキール・アブディ                         | 外務・国際協力閣外大臣                       |
| タンザニア                           | ジョージ・ムクチカ                                                   | 大統領府付公共サービス・行政機能強化担当大臣 |
| ツバル                               | サイモン・コフェ                                                     | 法務・通信・外務大臣                         |
| トルコ                               | メフメット・ヌリ・エルソイ                                           | 文化・観光大臣                               |
| ナイジェリア                         | ボス・ムスタファ                                                     | 連邦政府官房長官                             |
| ニカラグア                           | モンカダ・コリンドレス                                               | 外務大臣 大臣夫人                            |
| ハイチ                               | ボッシ・エドモン                                                     | 外務大臣                                     |
| バチカン                             | フランチェスコ・モンテリージ                                         | 枢機卿、名誉主席司祭                         |
| ブルンジ                             | エゼキエル・ニビギラ                                                 | 外務大臣                                     |
| ブルキナファソ                       | アルファ・バリー                                                     | 外務大臣                                     |
| ペルー                               | フランチェスコ・ペトロッツィ                                         | 文化大臣                                     |
| 南スーダン                           | クオル・マニャン・ジュック                                           | 国防・退役軍人担当大臣                       |
| メキシコ                             | オルガ・サンチェス・コルデロ                                         | 内務大臣                                     |
| モロッコ                             | ムーレイ・ラシード                                                   | 王族                                         |
| ロシア                               | イリヤス・ウマハノフ                                                 | 上院副議長                                   |
| 国際連合                             | マリア・ルイザ・リベイロ・ヴィオッティ                               | 事務総長室官房長                             |
| 欧州連合                             | フェデリカ・モゲリーニ                                               | 外務・安全保障政策上級代表                   |
| 副大臣級                             |                                                                      |                                              |
| 北マケドニア                         | アンドレイ・ジェルノフスキ                                           | 外務副大臣                                   |
| チャド                               | アシュタ・サレ・ダマン                                               | 外務・アフリカ統合・国際協力・在外国民副大臣 |
| 南アフリカ共和国                     | キャンディス・マシーゴ・ドラミニ                                     | 国際関係・協力副大臣                         |
| 特使・要職経験者                     |                                                                      |                                              |
| エチオピア                           | ムラトゥ・テショメ                                                   | 前大統領                                     |
| カザフスタン                         | ヌルスルタン・ナザルバエフ                                           | 前大統領・国家安全保障会議終身議長           |
| ガーナ                               | レベッカ・アクフォ＝アド                                             | ナナ・アクフォ＝アド大統領夫人               |
| キプロス                             | アンドリ・ムスタコーデス                                             | ニコス・アナスタシアディス大統領夫人         |
| チリ                                 | エドゥアルド・フレイ・ルイスタグレ                                   | 元大統領                                     |
| フランス                             | ニコラ・サルコジ                                                     | 元大統領                                     |
| ポーランド                           | コルンハウゼル・ドゥダ                                               | アンジェイ・ドゥダ大統領夫人                 |
| ポルトガル                           | アニーバル・カヴァコ・シルヴァ マリア・カヴァコ・シルヴァ            | 前大統領、元首相 同夫人                      |
| ジンバブエ                           | シンバラシェ・ムンベンゲグウィ                                       | 元外務大臣                                   |
| コスタリカ                           | クラウディア・ドブレス・カマルゴ                                     | カルロス・アルバラド・ケサダ大統領夫人       |
| ドミニカ共和国                       | マリア・アンヘレス・ガルシア                                         | ミゲル・ヴァルガス外務大臣夫人               |
| 台湾                                 | 謝長廷                                                               | 台北駐日経済文化代表処代表、元行政院長       |

アルジェリア、バハマ、ベラルーシ、ボリビア、ボツワナ、コンゴ共和国、コンゴ民主共和国、エリトリア、ホンジュラス、イスラエル、レバノン、リベリア、リビア、マラウイ、モーリタニア、モーリシャス、ナミビア、ナイジェリア、ルワンダ、セントルシア、スーダン、スリナム、東ティモール、チュニジア、ウルグアイ、ベネズエラ、イエメンは駐日大使らが参列。
なお、招待状を送らなかった国はシリア（内戦のため）、北朝鮮（国交がなく対立的な関係にあるため）。
招待状を送ったが駐日大使も不参加の国（ただし、1国は非公表）は、イラク、エクアドル、ギニアビサウ、グレナダ、コモロ、サントメ・プリンシペ、中央アフリカ、ドミニカ国、トリニダード・トバゴ、ニウエ、バヌアツ。
スウェーデンのカール16世グスタフ国王、オランダのウィレム＝アレクサンダー国王、スペインのフェリペ6世国王、モナコのアルベール2世大公、ブルネイのハサナル・ボルキア国王、イギリスのチャールズ3世国王（当時皇太子）、クウェートのナーセルは平成時に続いて2回連続の参列となった。
香港・マカオは平成時（1990年当時）はイギリスとポルトガルの植民地統治下であったため今回が初参列であった。いずれも行政長官による参列となる。また、中華民国（台湾）は、台北駐日経済文化代表処駐日代表（駐日大使に相当）が参列した。
なお、トルコのエルドアン大統領は、シリア北部で進める軍事作戦への対応を理由に、当初の予定を変更して出席しなかったほか、コンゴ民主共和国のチセケディ大統領も、同国首都キンシャサで発生したバス事故の対応の為参加を取りやめた。
装束
平成の即位礼正殿の儀に準じるものの、高齢の皇族に洋装を認めるなど、例外措置が採られた。
1. 天皇（徳仁）：御束帯（黄櫨染御袍、立纓御冠）
2. 皇后（雅子）：御五衣・御唐衣（白を基調とした薄緑色の唐衣および紫色の表衣の組み合わせ。白の唐衣は皇后のみが着用できる）・御裳
3. 皇嗣（秋篠宮文仁親王）：束帯（黄丹袍、垂纓冠、帯剣）
4. 皇嗣妃（文仁親王妃紀子）：五衣・唐衣・裳
5. 親王：束帯黒色袍（帯剣）（これにより難い場合には、燕尾服（勲章着用）とする）[注釈 23]
6. 親王妃、内親王、及び女王：五衣・唐衣・裳（これにより難い場合には、ロングドレス（勲章着用）とする）[注釈 24]
7. 宮内庁長官、宮内庁次長、侍従長、侍従次長、侍従、皇嗣職大夫、皇嗣職宮務官長、式部官長及び式部副長：束帯
8. 女官長及び女官：五衣・唐衣・裳
9. 威儀の者及び衛門：束帯（帯剣、弓）
10. 威儀物捧持者、司鉦司鼓及び鉦鼓の係員：束帯
11. 参列者

- 男子：燕尾服、モーニングコート、紋付羽織袴又はこれらに相当するもの
- 女子：ロングドレス、デイドレス、白襟紋付又はこれらに相当するもの・勲章着用
- 礼砲を行う陸上自衛官：16式常装の甲武装[注釈 25]

### 令和の即位礼正殿の儀に参列した外国元首・祝賀使節等による感想
| 「                             | 式典は行事の細部に至るまで全てが美しく、特別なものであった。歴史的な行事に国王陛下と共に参加することができて、とても光栄に思う。 最初から最後まで時間が守られて整然と進行したことは、日本らしく素晴らしかった。全てが完璧で国王陛下もとても喜んでいた。参列者の車列が赤信号で停止する場合もあったが、秩序正しさや国民に負担をかけない配慮が素晴らしく、好感が持てた。 | 」 |
| —カンボジア アルンラスミー王女 | |    |

| 「                                 | 令和の時代をお祝い申し上げる。即位礼正殿の儀は、世界で最も古くから継承されている皇位である菊の玉座に新たな天皇陛下が即位される歴史的かつ重要な出来事である。 即位礼正殿の儀は大変美しく、饗宴の儀は、心尽くしの素晴らしいもので、心から楽しませていただいた。 | 」 |
| —シンガポール ハリマ・ヤコブ大統領 | |    |

| 「                               | 全ての行事がスムーズに行われ、日本人の仕事の正確性、規律を守るチームワークに改めて感心させられた。この面で、パキスタン人も共助、慈悲の念が強い国民と思っているが、日本人は、模範となっているといえる。東日本大震災の際の被災者の秩序ある行動は今でも鮮明に覚えており、自分も自国で良く話題にしている。今回のように大変な行事をつつがなく実施されたのも日本人ならではと思う。 即位礼正殿の儀の厳粛な式典に感銘を受けた。即位の礼にパキスタンを代表して参列できたことは大変光栄なことであった。 饗宴の儀が最も印象に残っている。伝統文化に触れることができ、30名ほどの各国の要人と懇談する機会もあり、極めて有意義であった。200近い国や機関等から王族、大統領、首相等が一堂に会する儀式は圧巻であり、また、両陛下や皇族の方々のおもてなしに感謝している。多くの他の外国の賓客と話ができたことにも満足している。これほどの大規模な式典を混乱なくスムーズに進めることのできる日本に敬意を表する。 総理夫妻主催晩餐会で披露された日本の伝統芸能は、非常に良いプログラムであった。 | 」 |
| —パキスタン アリフ・アルビ大統領 | |    |

| 「                                                   | 日本の皇室は長き歴史と伝統を有されており、今般、即位の礼に参加させていただいたことは光栄である。自分の父は、上皇陛下の即位の礼に参加をさせていただいたが、今回はこの歴史的機会に自分たちが参加できて心から嬉しく思う。我々は日本が大好きである。心からのお祝いを申し上げる。 約190か国もの代表を迎えて、全てが完璧に組織されていたのには感服した。これだけ多くの国の代表が参列したことは、世界における日本のステータスを如実に示すものだと思う。 （共に参列した王妃陛下から）正殿の儀は本当に美しい儀式であった。当日は雨が降っていたが、両陛下がお姿を見せられた時に雨が止み、一条の陽がさしてきたのには非常に心動かされた。 | 」 |
| —ブータン ジグミ・ケサル・ナムギャル・ワンチュク国王 | |    |

| 「                                 | 天皇陛下の御即位を寿ぐ幸なる日に、一番印象に残っていることは、突如天空から差し込んだ陽光である。朝からの雨が、天皇陛下が即位を宣明される直前に降り止み、眩いばかりの太陽の光があたりを照らし始めた。この現象が吉祥に思えてならなかった。 | 」 |
| —モンゴル オフナー・フレルスフ首相 | |    |

| 「                       | 厳粛な雰囲気の中で，日本の歴史，伝統，文化を感じることができる素晴らしい式典であった。29年前，東亜日報東京特派員として在勤し，上皇陛下の即位の礼はテレビ中 継を見ながら記事を書いた。今般，国務総理として即位礼正殿の儀に参列できたことを感慨深く，とても嬉しく思う。 | 」 |
| —大韓民国 李洛淵国務総理 | |    |

| 「                                   | 令和という新時代の幕開けの象徴であり，歴史的かつ荘厳な行事である徳仁天皇の即位の礼に，ベトナム政府及び国民を代表して参列できたことを光栄に思う。数多くの国・国際機関の指導者と共に参列し，日本国民の強い団結力，平和で繁栄した未来への確信，期待，希望，更には全人類の発展に対する貢献への願望を強く感じることができた。 | 」 |
| —ベトナム グエン・スアン・フック首相 | |    |

| 「                                 | 歴史的な行事である即位の礼に参列する機会を頂き感謝。日本の素晴らしいところは、何をするにも時間が正確であることであり、今般の御即位に伴う一連の行事も、大勢の賓客が世界中から参列したのにもかかわらず、実に整斉と秩序立って運営されており、大きな感銘を受けた。30分の即位礼正殿の儀は、謹厳であり、精密であり、簡潔であり、とても高貴なものであった。 | 」 |
| —クック トム・マースターズ女王名代 | |    |

| 「                                           | 伝統文化を如何に保存しつつ近代的な文化と融合させていくべきか、という点を感じさせる素晴らしい式典であった。ツバルでも伝統的な儀式、文化がともすれば失われがちであり、本国に戻り何ができるか考える良い契機となった。 外務大臣に就任したばかりであり、今回が外務大臣としての初の外国訪問。このような貴重な機会となり大変名誉なことである。饗宴の儀の際に、日本の皇室の方々とお話ができたことにも感激している。 行事等の進行は極めて良く統制され、全く破綻のないアレンジメントであった。 | 」 |
| —ツバル サイモン・コフェ法務・通信・外務大臣 | |    |

| 「                               | 今回の諸行事は、自分にとり一生に一度の体験だった。このような貴重な機会を与えていただき、日本の皇室と政府に深く感謝している。 | 」 |
| —ナウル ライノル・エニミア大統領 | |    |

| 「                                         | 今般の訪日では実によく面倒を見ていただき、実に素晴らしい時間を過ごすことができた。自分にとって、極めて多数の王族や国家元首等が一堂に会している場に参列できたことに感動した。ニュージーランド総督府のホームページでも、今般の訪日について写真等で紹介しており、ニュージーランド国内からも多大な関心が寄せられている。皇居での諸行事は非常に興味深く、歴史的なゆかりに彩られており、見事な特徴を伴うものであった。 即位礼正殿の儀は、実に立派な式典であった。式典自体の時間も長くはなく、適切であった。両陛下の衣装は素晴らしく、歩行される御様子も見事であった。 今回の訪日で特筆されるのは、日本政府関係者が、これだけの大規模なオペレーションを整斉と成し遂げたことであり、感銘を受けた。また、日本の文化、芸術等の一端を感じることができた。 | 」 |
| —ニュージーランド パッツィー・レディー総督 | |    |

| 「                                  | 即位の礼を含む一連の公式行事に参加でき、大変充実した訪日であった。4年の大統領任期中にこのような儀式に出席できる機会は稀であり、自分としては大変感動的だった。あのような大規模なセレモニーを滞りなく運営できるのは日本だけだと思う。 日本の天皇制の歴史は永く、宮中行事は威厳がありかつ居心地よいものであった。雨降る中でも伝統とプロトコールに従い、整然と規律正しく執り行われていたことが印象深かった。 | 」 |
| —マーシャル ヒルダ・C・ハイネ大統領 | |    |

| 「                                         | 正殿の儀では、自分は畏怖の念に打たれた。それは感動的で、美しく、自分と妻の心に響くものであった。出席できたことに感謝している。美しいハーモニーを真に示す適切な行事であった。それは、細心の注意を払って計画されて、実行され、非常に感動的であった。 饗宴の儀では、天皇陛下より直接御挨拶を頂き、天皇皇后両陛下と同席できたことは、名誉なことであった。行事全体を見て、日本がいかに古代及び伝統的な時代とともに現代の最高の質を具現しているかについて感銘を受けた。また、食事については言葉で表現することはできない。私は日本食が大好きであり、プレゼンテーションは最高であった。 総理夫妻主催晩餐会における伝統的な演芸、芸術的な表現と勇気ある規律の完璧な調和を示していた。 | 」 |
| —ミクロネシア デイビット・パニュエロ大統領 | |    |

| 「                                       | 即位礼正殿の儀は、とても厳粛な雰囲気の中で執り行われ、多くの賓客が感銘を受けていた。各国からこれだけ多くの賓客が参加したということは、日本が世界から尊敬を集めている証左である。 天皇皇后両陛下は、とても恵み深い方で、笑顔で一人一人賓客を出迎え、お見送りをされるお姿にとても感銘を受けた。 米国政府を代表して歴史的瞬間に出席できたことを心から光栄に思う。 | 」 |
| —アメリカ合衆国 イレーン・チャオ運輸長官 | |    |

| 「                                         | 想像を上回る素晴らしさであり、非常に感銘を受けた。全てがスムーズにオーガナイズされており、セキュリティ面でも心強かった。 日本の皆さんが大変親切であり、天皇陛下及び安倍総理とも短時間であるがお話できたこともよい思い出となった。 | 」 |
| —カナダ リチャード・ワグナー最高裁判所長官 | |    |

| 「                                                   | 即位礼正殿の儀では伝統の重さを感じた。天皇陛下のおことばが非常に短かったのが印象的で、その少ない言葉の中に内容が凝縮されていた。また日本の行事等に関する進行・アレンジは大変正確だった。 饗宴の儀は配席が工夫されていたおかげで、他の元首と重要テーマにつき会話を交わすことができた。また日本の行事等に関する進行・アレンジは大変正確だった。 | 」 |
| —パナマ ラウレンティーノ・コルティソ・コーエン大統領 | |    |

| 「                                 | 訪日に非常に満足している。即位の礼の一連の行事は素晴らしかった。また、多くの王族や大国の首脳達に近くで接することができたのは、自分にとって貴重な体験であり、エキサイティングでもあった。 驚いたのは日本の行事運営である。あれだけの規模の行事において、全てが正確で綿密に計画されていた。饗宴の儀及び総理夫妻主催晩餐会のアレンジもさることながら、車列が秒刻みで少しの混乱もなく会場に到着する様子は魔法を見ているようであった。バルバドスは来年、UNCTADの大規模行事を主催するのだが、同行していた外務省担当者にとり非常に良い勉強になった。 | 」 |
| —バルバドス サンドラ・メイソン総督 | |    |

| 「                                         | 両陛下の健康とお幸せをお祈りしている。新しい天皇陛下の下で、日本が一層の繁栄を迎えることを確信している。 即位礼正殿の儀、饗宴の儀、総理夫妻主催晩餐会はいずれも素晴らしく、深く印象に残った。一生忘れないだろう。子や孫にも伝えて家の記憶としたい。 到着から出発まで完璧なアレンジで、感服した。行き届いた接遇に心から感謝している。 | 」 |
| —ベリーズ コルビル・ノーベルト・ヤング総督 | |    |

| 「                                                                 | 式典は非常に荘厳な雰囲気の中で執り行われ、日本らしい精神的なものが感じられて感激した。両国間関係もこうした精神的な部分に支えられていると感じさせられた。 日本側の行き届いた接遇に感謝したい。日本側リエゾン(接伴役)の働きは不可欠であった。 | 」 |
| —ペルー フランシスコ・エンリケ・ウゴ・ペトロッシ・フランコ文化大臣 | |    |

| 「                                       | 即位の礼の式典は、日本の伝統を感じさせる素晴らしいものだった。我々では実現不可能なほど、式典も自分の訪問も細かい所まで配慮され、かつ、時間通りに進行した。 （共に参列した外務大臣夫君から）来年アンドラでイベロ・アメリカ首脳会議が開催されるので、日本において大規模行事がどのように開催されるのか注視していた。今朝、宿泊先を出発する際に、ホテルのスタッフがずらっと整列し見送ってくれたのには驚き、感激した。至る所が清潔なのは欧州の首都とは違う。リエゾン（接伴役）をはじめ、皆さんにしっかりアテンドしていただき、大変ありがたかった。 | 」 |
| —アンドラ マリア・ウバク・フォン外務大臣 | |    |

| 「                                         | 荘厳で厳粛な素晴らしい式典だった。このような式典にありがちな派手さや賑やかさとは無縁の、簡素で静かな式典であったことが印象的であった。 これまで日本の伝統芸能を全体を通して鑑賞したことがない自分にとって、能、歌舞伎等のさわりの部分に触れることができ、日本文化の一端を知ることができて良かった。 祝賀のためにあらゆる国から様々な立場の方々が参集されていたことに感銘を受けたが、個人的にもこの機会に多くの方々と交流できて意義深い機会となった。 日本においては言わずもがなだが、全てにわたって完璧なアレンジだった。 | 」 |
| —エストニア ケルスティ・カリユライド大統領 | |    |

| 「                                                           | 正殿の儀は、過去100年に3度しかない貴重な機会ということで、大統領自身が今回の訪日を大変重視していた。日本にとり大変重要な儀式を目にすることができ、非常に印象的であった。 饗宴の儀においては、本年9月にオーストリアを訪問された佳子内親王殿下に再びお目にかかれ光栄であった。 | 」 |
| —オーストリア アレクサンダー・ファン・デア・ベレン連邦大統領 | |    |

| 「                                                 | 即位礼正殿の儀は、威厳と同時に儀式全体の静けさが独特かつ真似のできないものであった。儀式の間、皇族の方々が長い間直立不動でいらしたことに感銘を受けた。 皇居の建物は控えめに見えるが、非常に大きく、日本の歴史と伝統を感じることができる精神を有している。 高御座の高さと装飾のそれぞれは、日本の古代の文化と歴史を感じさせる。何世紀にもわたってこの遺産をそのまま保存してきた日本の皇室に対する賞賛と敬意を身をもって体験した。 非常に多くの外国賓客と皇族の方々の直接の参加を得た上で、分刻みかつ完全に有機的な式典を実施した日本側の能力は大変印象的であった。 | 」 |
| —カザフスタン ヌルスルタン・ナザルバエフ初代大統領 | |    |

| 「                                                       | 大統領が国政のため出席できなくなり、その名代として参加したが、経験した素晴らしさを言葉で表すのは難しい。 即位の礼では、史上最多の数の各国の首脳が東京を訪問した。式典も素晴らしく、自分も他の国の代表と同じように大切にしていただいた。 | 」 |
| —北マケドニア共和国 アンドレイ・ジェルノフスキ外務副大臣 | |    |

| 「                                                       | （大臣秘書官のコメント）即位の礼の儀式は数百年にわたる伝統に裏付けられていた。約2,000人の招待客が即位礼正殿の儀に参加し、大臣も即位されたばかりの天皇皇后両陛下及び式典に非常に感銘を受けた。式典はよく準備されており、快適で非常に素晴らしかった。参列した大臣にとっても、長く留まる記憶となるであろう。 | 」 |
| —スイス ヴィオラ・アムヘルト国防・市民防衛・スポーツ大臣 | |    |

| 「                                   | 即位の礼という素晴らしい機会に、皇太子ともども参列することができ、大変喜ばしかった。 荘厳かつ伝統的な式典は大変印象的であった。 天皇皇后両陛下の温かいお心づかいに心から感謝している。 上皇上皇后両陛下に再会できたのも嬉しい思い出である。天皇皇后両陛下をはじめ、関係した全ての方に感謝の気持ちを伝えてほしい。 | 」 |
| —スウェーデン カール16世グスタフ国王 | |    |

| 「                                                         | 即位の礼のことを、大変温かい気持ちで、喜びをもって回想している。 この荘厳な儀式の過程で、日本国民が自らの千古の伝統や、道徳的及び倫理的基礎を深く信奉し、また国が幅広い国際的協力と相互理解に門戸を開いていることが明瞭に示された。このような概念は、確固たる歴史的基盤の上に自らの近代的国家を建設することに立脚するトルクメニスタンの国民の認識にも近い。 天皇陛下に対しては、トルクメニスタンとの協力に関する御理解に心より感謝を申し上げるとともに、友好的日本国民の幸福、健康、あらゆる善きことを祈念している。 | 」 |
| —トルクメニスタン グルバングルィ・ベルディムハメドフ大統領 | |    |

| 「                                             | 即位の礼は、完全な沈黙の中で始まり、厳かな儀式で非常に感銘を受けた。天皇陛下のおことばと引き続き行われた総理の寿詞は簡潔で素晴らしいものであった。400人以上の外国賓客を整然と丁寧に接遇する今回の一連の儀式のプロトコールは完璧であった。 饗宴の儀では高御座を間近に見ることができ、各国の代表と親しく懇談できた。総理夫妻主催晩餐会では歌舞伎などの日本の伝統芸能を堪能した。日本の歴史と精神を感じさせる一連の儀式は大変印象深いものであった。滞在中のもてなしは最上のものであり、日本政府に感謝する。 | 」 |
| —バチカン フランチェスコ・モンテリーズィ枢機卿 | |    |

| 「                       | とてもうまくいった。日本のチームは、素晴らしかった。私のために、たくさんのことをしてくれた。 | 」 |
| —ベルギー フィリップ国王 |                                                                                              |    |

| 「                                                             | 即位礼正殿の儀は、日本の長い伝統に基づいた、美しい儀式であった。大変良く組織され、荘厳であった。 初めての訪日であったが、個別日程も含めてとても印象深い、充実した滞在になった。日本側にとり、世界各国からの賓客の応接は大変だったと思うが、各行事の良く組織された挙行と種々の対応、またリエゾン(接伴役)の働き等に深く感謝したい。 | 」 |
| —ボスニア・ヘルツェゴビナ ジェリコ・コムシッチ大統領評議会議長 | |    |

| 「                                                 | 静寂に包まれる中で執り行われた正殿の儀の荘厳さには大変感銘を受けた。世界の王室・皇室の中でも、あのような厳粛かつ特別な雰囲気の式典が執り行われるのは日本の皇室のみではないか。正殿の儀が執り行われた日は朝から雨が降っていたものの、開始直前には雨が止み、日が差したことも大変神秘的であった。 世界各国の外国賓客を迎え入れての行事の準備は大変であっただろうが、全ての行事はつつがなく執り行われて素晴らしかった。ポルトガルを代表して、この貴重な機会に立ち会うことができたのはとても光栄である。 | 」 |
| —ポルトガル アニーバル・カヴァコ・シルヴァ前大統領 | |    |

| 「                         | 即位礼正殿の儀は、大変素晴らしい式典であった。まるで時代を遡ったような感覚だった。また、各行事において、各国の宿舎出発及び会場到着時刻の調整等、日本らしい完璧な時間調整がなされており、賞賛したい。公式行事に関し、全体としての運営が非常にスムーズである点に驚いた。 とても良い滞在になった。今回の式典のような大規模な行事の運営は決して容易なものではなかったと想像するが、日本側の対応、リエゾン(接伴役)の働き等に深く感謝したい。 天皇皇后両陛下による温かい歓迎とお心遣いに感激した。 | 」 |
| —ルクセンブルク アンリ大公 | |    |

| 「                                                                                            | スルタン・カブース国王の名代として、即位の礼において天皇陛下に対し、カブース国王及びオマーン国民の祝辞をお伝えする名誉を授かった。今次日本訪問は素晴らしく、また、楽しいものであった。天皇陛下及び天皇家の方々とお会いし、皆様に御挨拶差し上げたことは何よりも幸せなことであった。 （在京オマーン大使から）即位の礼に参列したアスアド殿下は、これが日本の伝統の粋を示したものであり、簡素さの中にも伝統美のある素晴らしい行事だとの感想を述べられていた。殿下は我々随行員に対して、オマーンも近代化にだけ走ればよいのではなく、日本の様に良き伝統は維持していかねばならないと強調されていた。 | 」 |
| —オマーン アスアド・ビン・ターリク・アル・サイード国際関係・協力担当 副首相兼国王特別代理殿下 | |    |

| 「                                                                   | 素晴らしい式典だった。お料理もおいしかった。お招きいただき、感謝している。 | 」 |
| —カーボベルデ ジョルジュ・カルロス・デ・アルメイダ・フォンセカ大統領 |                                                                            |    |

| 「                                         | 即位礼正殿の儀は、悠久の歴史を通して培われた日本の魂を感じることができ、大変印象的であった。 皇居周辺に集まった人々が、自分を含む外国賓客の車列に対しても手を振って温かく歓迎してくれたことには、とりわけ感激した。日本国民の心に触れた瞬間であった。 | 」 |
| —カメルーン ジョゼフ・ディオン・ングテ首相 | |    |

| 「                                                 | 代表団及び個人を代表して、日本国政府及び国民に対し、滞在を通じて代表団に与えられた大変温かく友愛に満ちたおもてなしと寛大さ、そして何より天皇皇后両陛下の歴史的な御即位の最上の成功を収めるためになされた素晴らしい準備に対し、心からの感謝を伝えたい。 我々は、今回の参列を人生に一度の非常な光栄と考えており、賓客に対し最高の真心と敬意を示すという日本人が大切にしてきた高潔な慣習と伝統に触れ、これ以上のものを望むことはできない。 | 」 |
| —シエラレオネ アバス・シュルノー・ブンドゥ国会議長 | |    |

| 「                                                                     | 即位礼正殿の儀は、シンプルでありながら厳かな雰囲気があって大変感銘を受けた。 饗宴の儀では、多くの皇族方とお話しさせていただく機会を得たが、皆様英語がお上手であり、加えて、招客に対する格別のお心遣いを感じることができた。 全ての行事の運営がスムーズに実施されていたことも素晴らしかった。帰国したら大統領に報告した上で、自分の古巣である外務省に対し『職員を日本に派遣して儀典の研修を受けさせるべきだ。』と勧告したい。 | 」 |
| —ジンバブエ シンバラシェ・シンバネンドゥク・ムンベンゲグウィ元外務大臣 | |    |

| 「                                                                         | 日本の歴史的な儀式に参列することができて大変光栄であった。 饗宴の儀にて、天皇皇后両陛下に謁見した際、両陛下の前で深々とお辞儀をすると、両陛下は大変喜んでくださった。他の国の参列者がお辞儀をしているのはあまり目にしなかったが、相手の国の文化を尊重するタンザニアの姿勢を見せることができたと思う。自分が、タンザニアから来たと自己紹介すると、両陛下はンゴロンゴロ自然保護区のことを話題にされ、大変感銘を受けた。自分からは両陛下に対し、タンザニアにお越しくださいと申し上げた。 3日間の日本滞在は大変充実していた。歴史的な行事に立ち会えたことは自分にとって大変名誉なことであった。 日本のおもてなしに大変感謝している。天皇皇后両陛下におかれては、是非ともタンザニアにお越しいただきたい。 | 」 |
| —タンザニア ジョージ・ムクチカ大統領府付公共サービス・行政機能強化担当大臣 | |    |

| 「                                             | 今回の訪日は3日間であったが、天皇皇后両陛下及び安倍総理に御挨拶する機会があり、ブハリ大統領の名において今般の御即位に対する祝意等を直接伝えることができた。 今回の自分の即位の礼への出席により、ナイジェリア国民の間で日本に対する関心がさらに高まることになると期待する。 日本が高度に発展しつつも伝統や文化を絶えることなく維持していることに大変感銘を受けた。即位の礼はおよそ30分の式典であったが、日本の伝統美や文化が深く凝縮された大変に壮大で豊かなものであった。 日本がどれほど技術的に発達しても、日本の伝統が世代から世代へと受け継がれており、それがなんら失われていないことを理解した。また、皇室は日本のコミュニティの団結を維持することに貢献しており、ナイジェリアにもそのような存在や価値観が共有されるようになればと望んでいる。 | 」 |
| —ナイジェリア ボス・ムスタファ連邦政府官房長官 | |    |

## ギャラリー

即位の礼
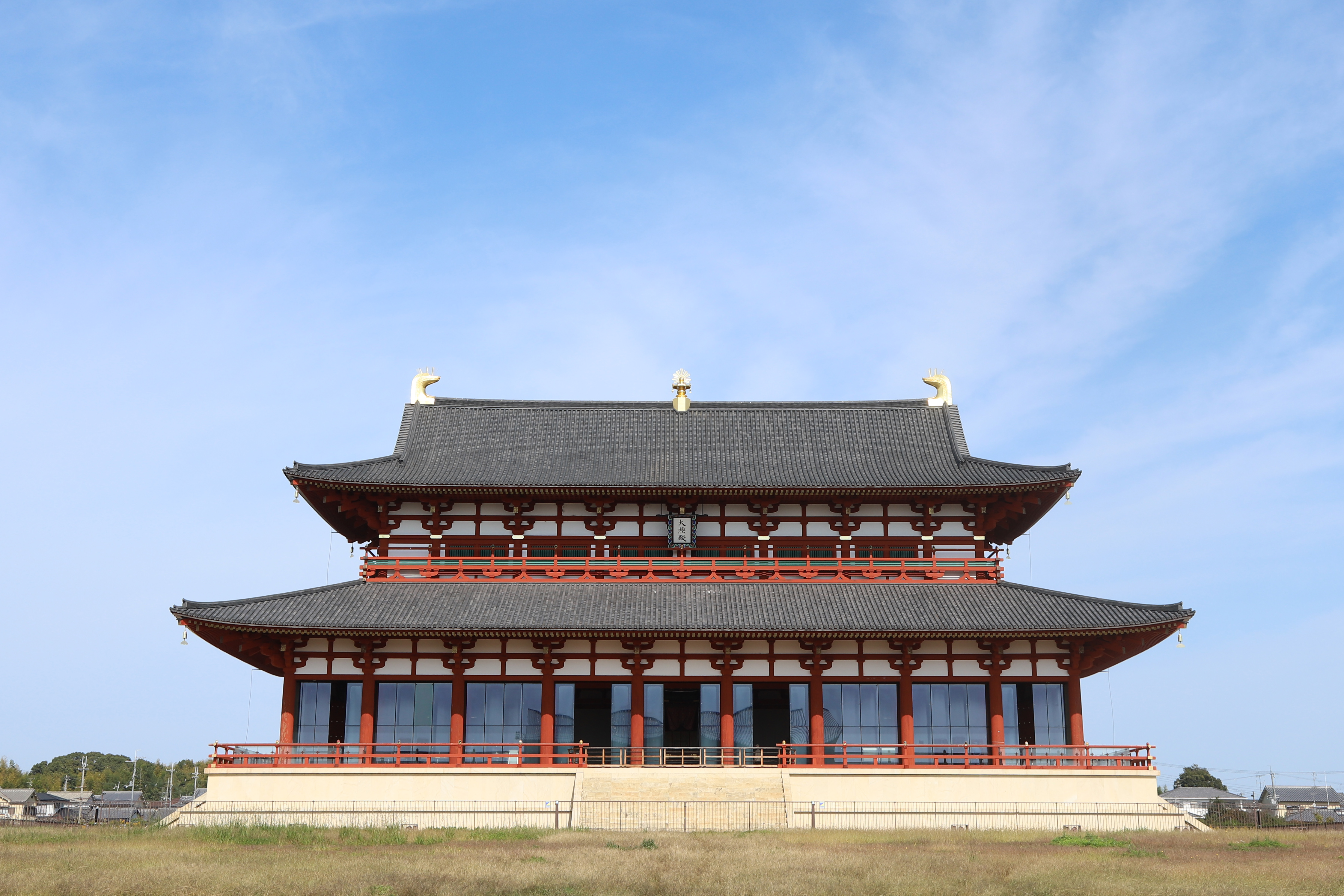
奈良時代に即位礼が行われた大極殿（復元された平城宮第一次大極殿）
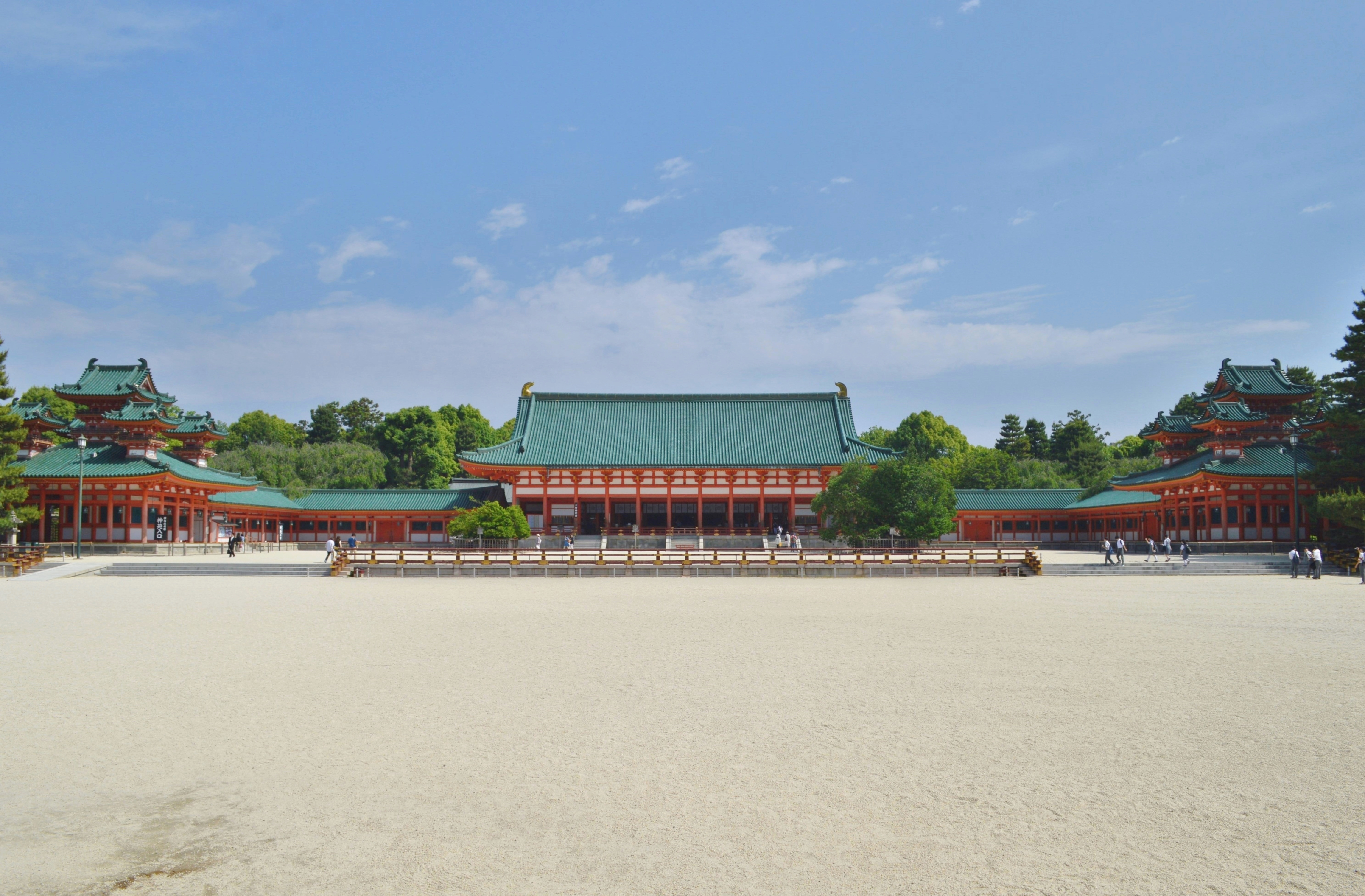
平安時代に即位礼が行われた大極殿（平安神宮外拝殿）
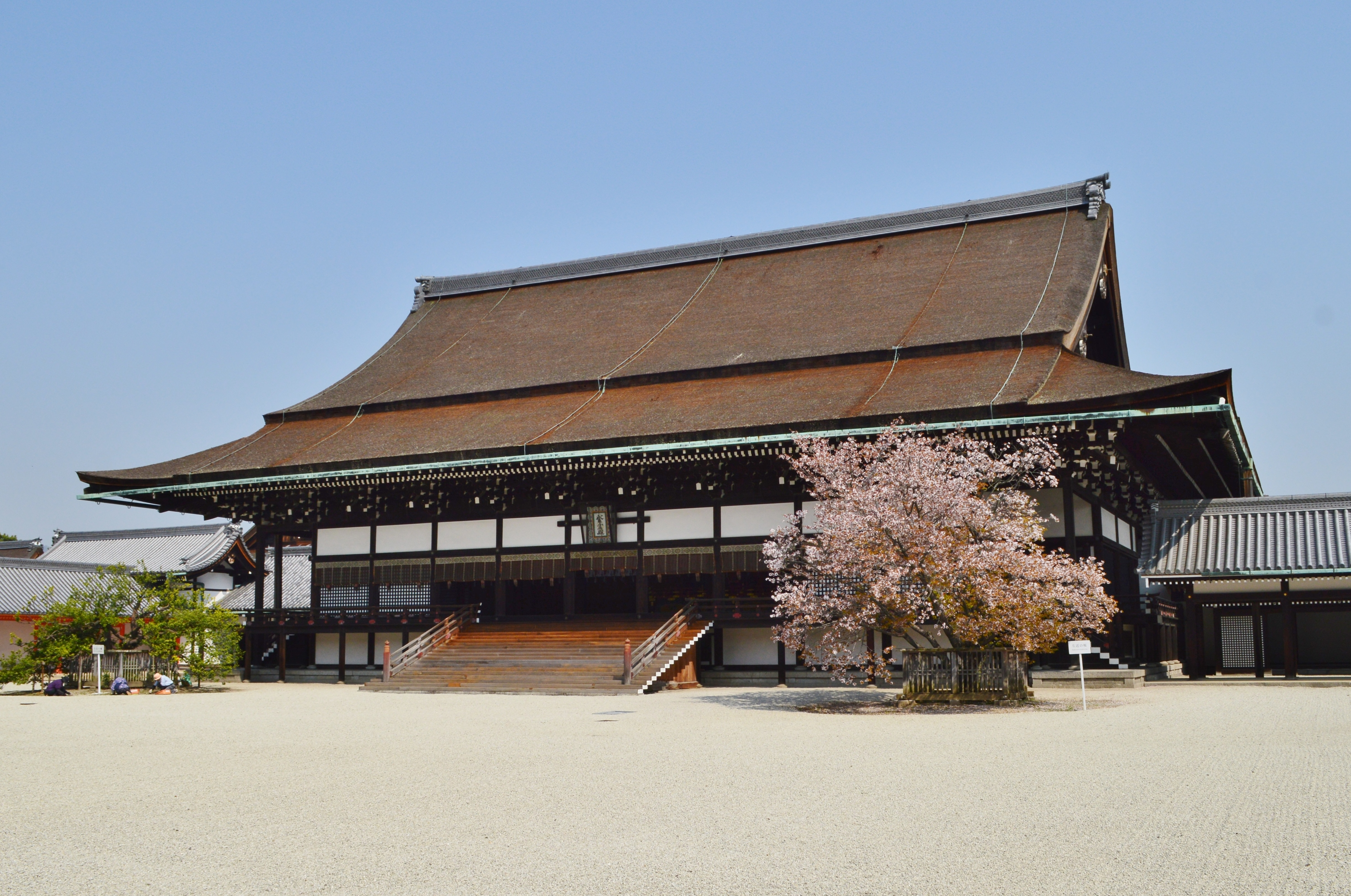
中世以降、昭和天皇の時まで歴代天皇の即位礼の舞台であった紫宸殿
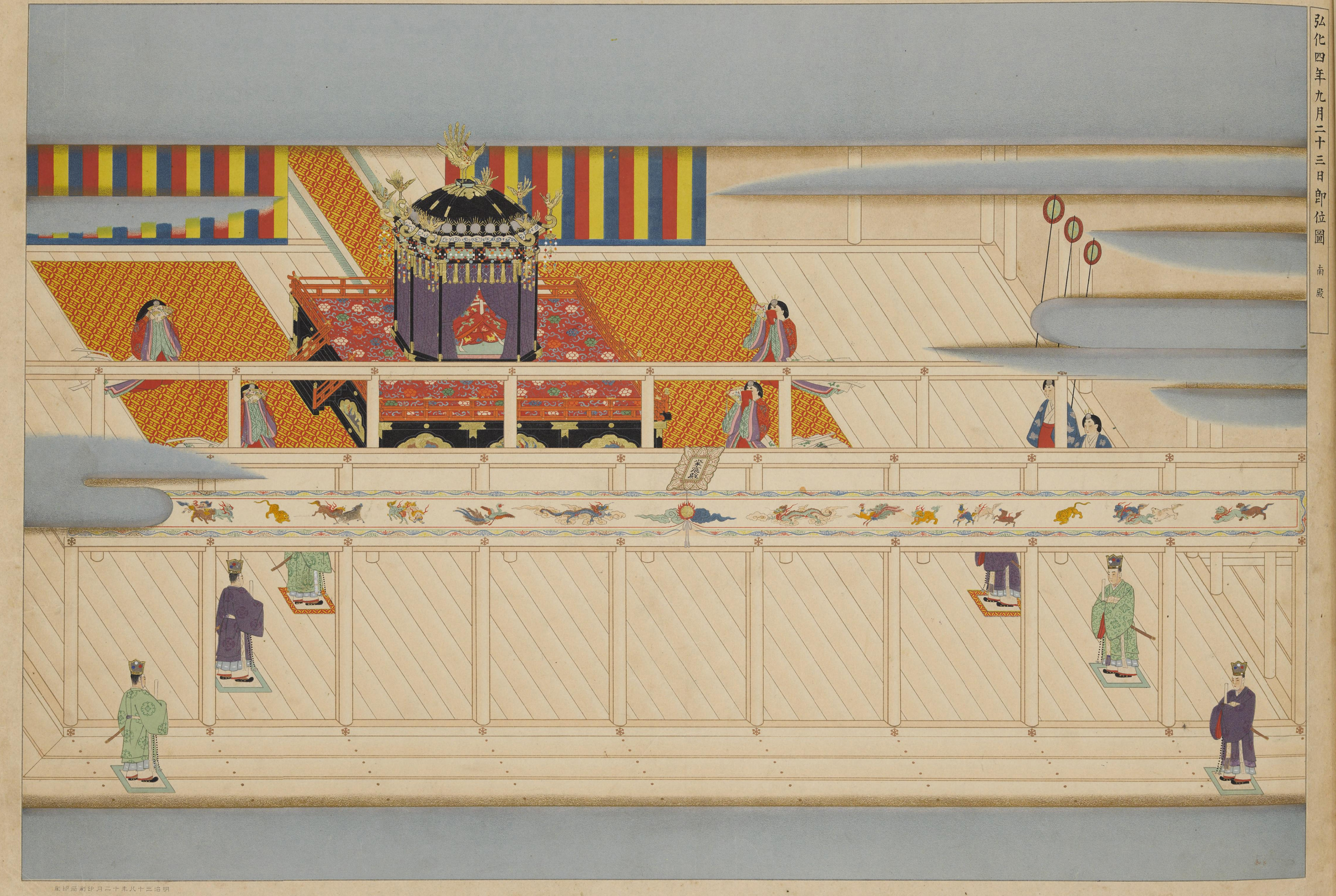
孝明天皇の即位礼の様子
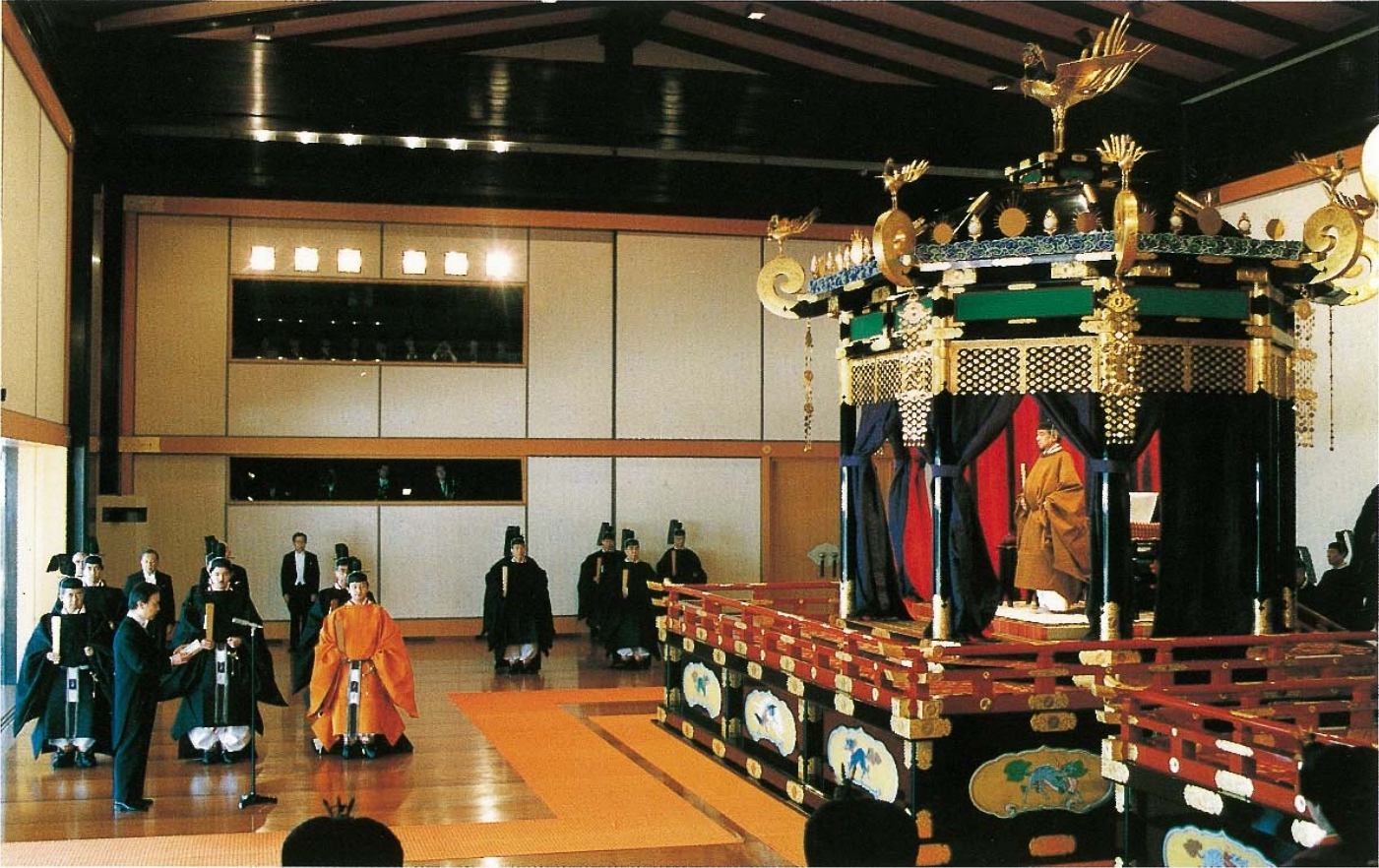
松の間の様子
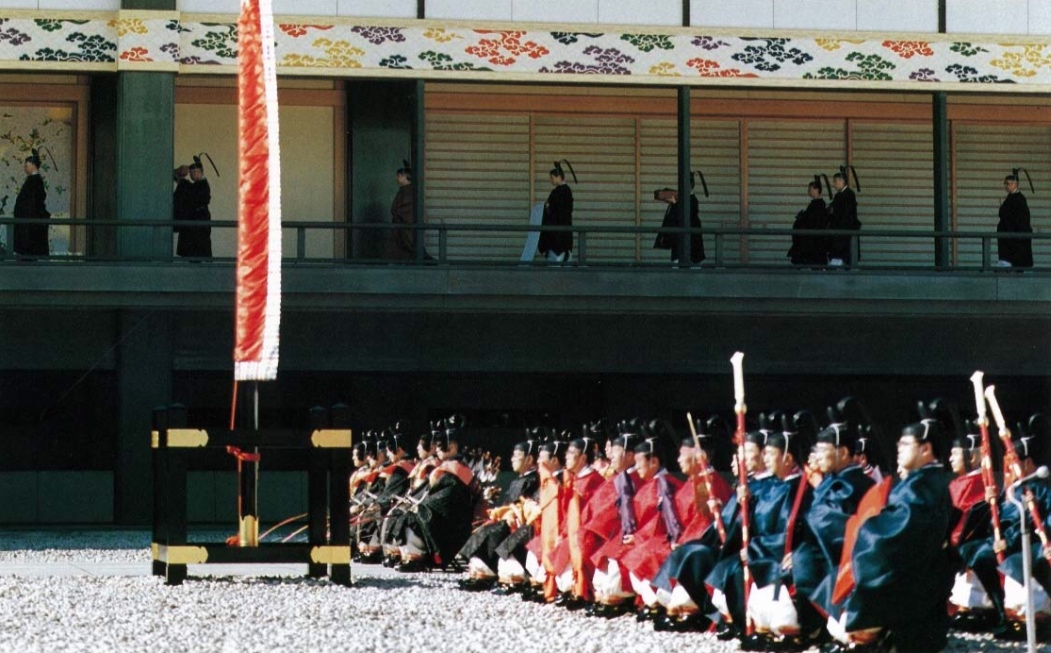
宮殿中庭の威儀物捧持者。奥の正殿廊下には天皇の姿が見える
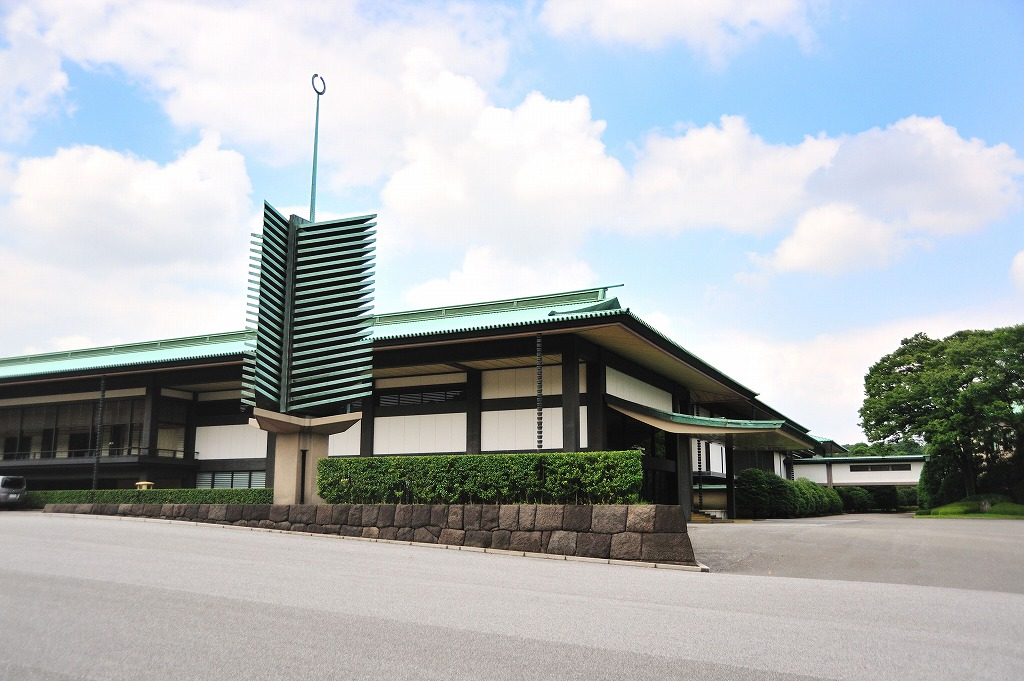
第125代天皇上皇明仁の即位の礼・即位礼正殿の儀が挙行された皇居宮殿
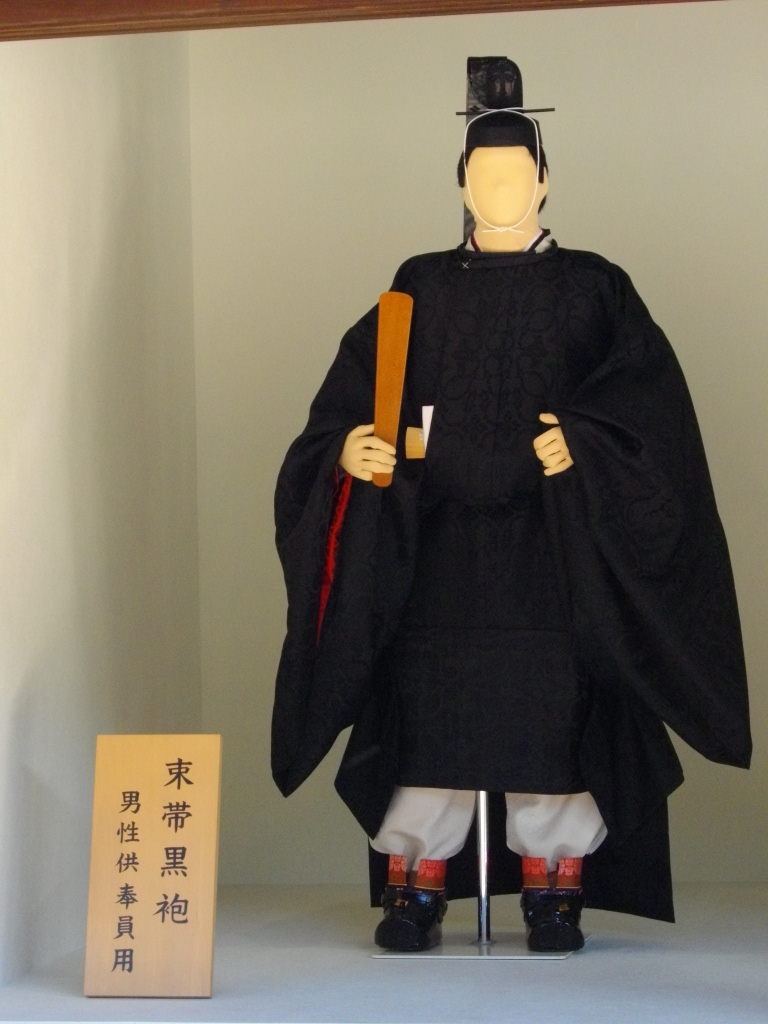
男性供奉員の装束
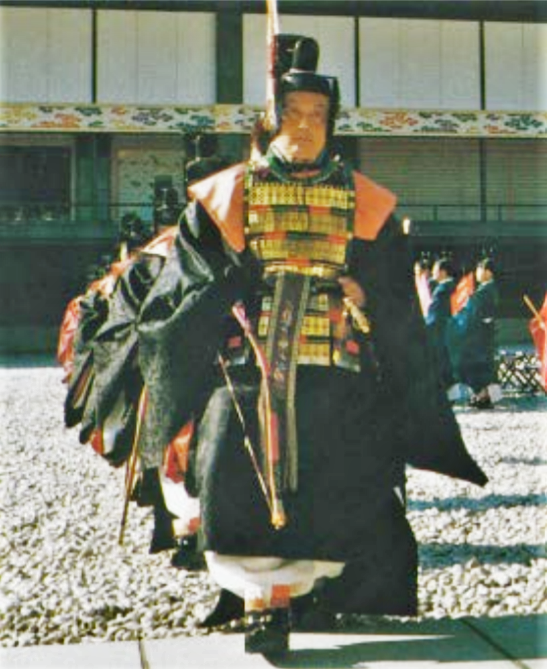
威儀の者
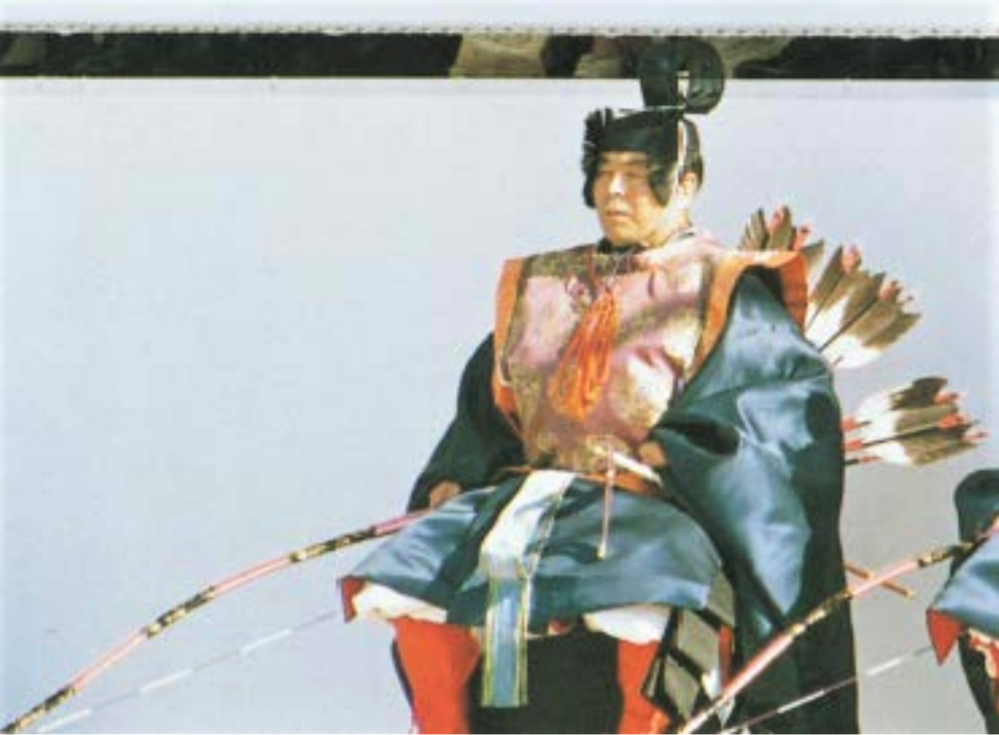
束帯縹袍（衛門用）
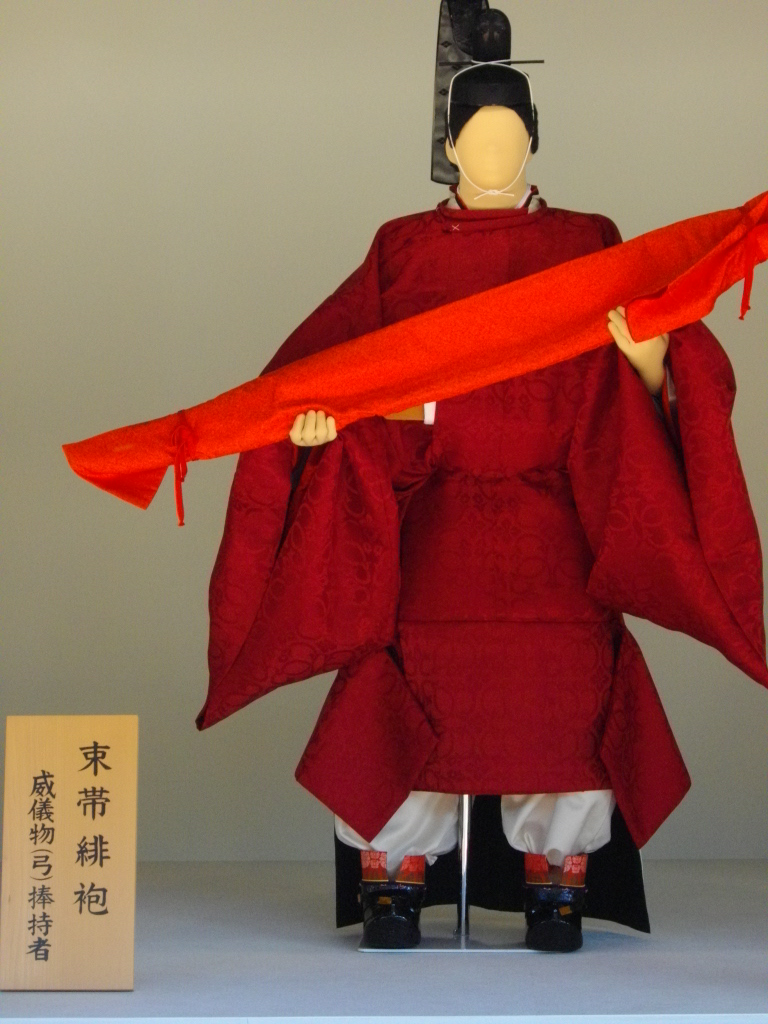
束帯緋袍（威儀物(弓)捧持者用）
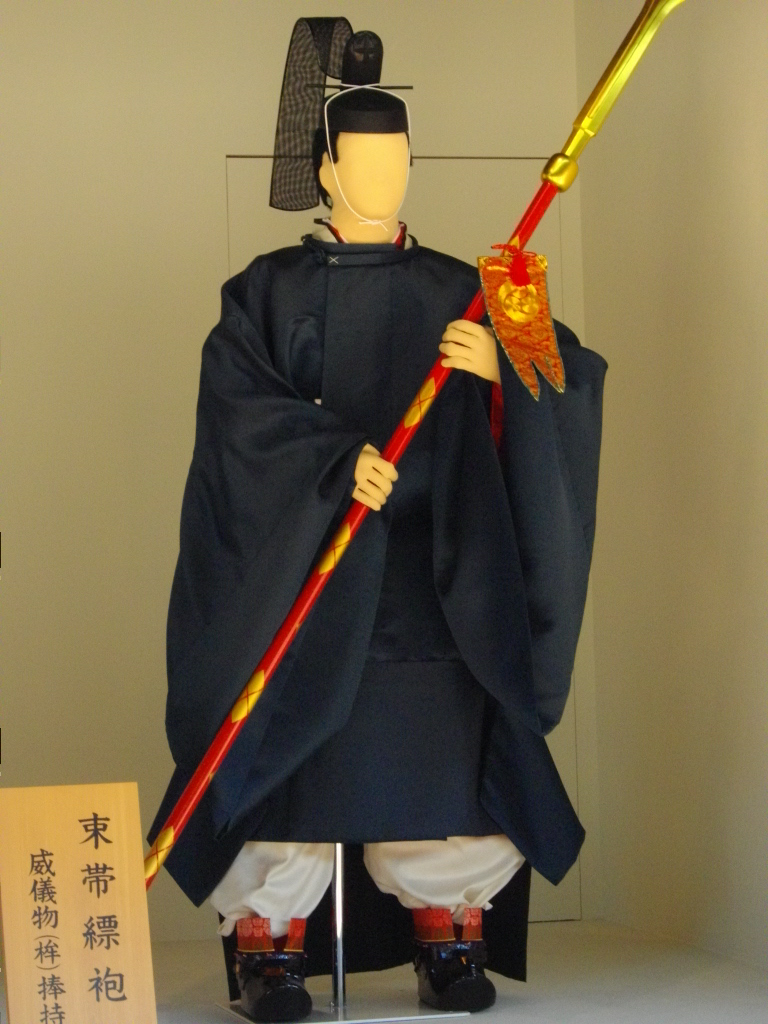
束帯縹袍（威儀物(桙)捧持者用）
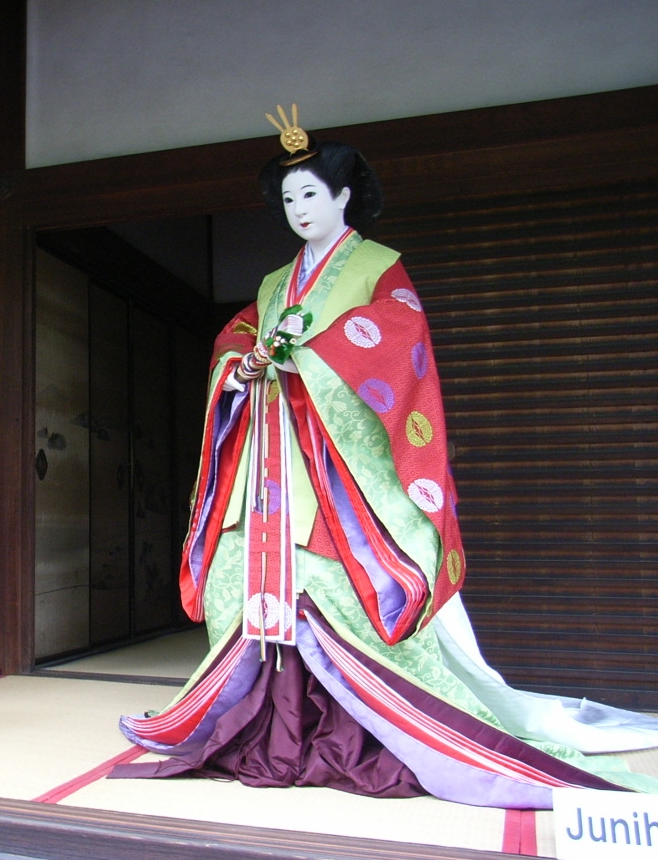
女性参列者の十二単（京都御所）
萬歳旛
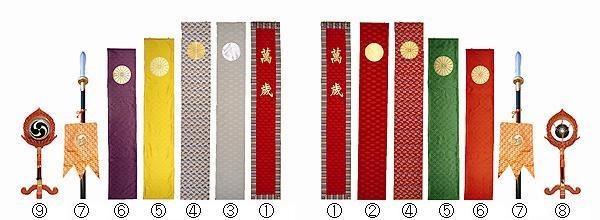
1.萬歳旛 2.日像纛旛 3.月像纛旛 4.菊花章大錦旛 5.菊花章中錦旛 6.菊花章小錦旛 7.桙 8.鉦 9.鼓
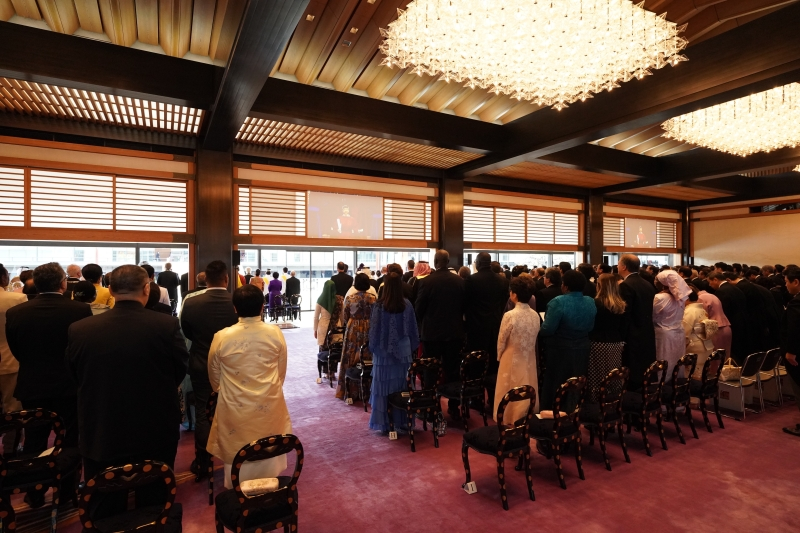
長和殿・春秋の間で儀式を見守る各国要人ら
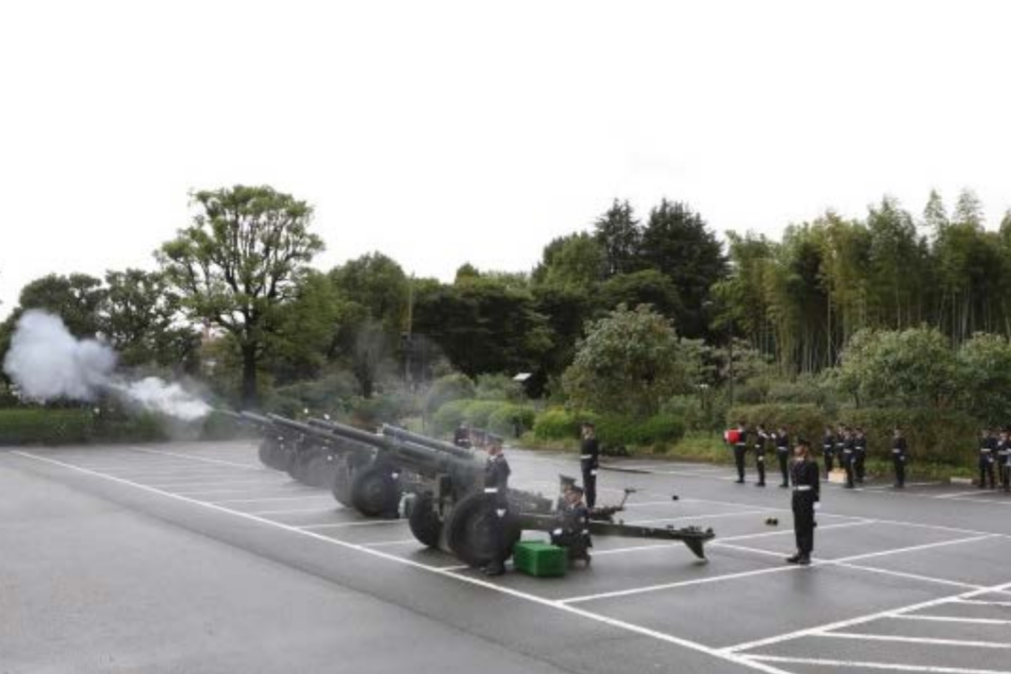
陸上自衛隊による21発の礼砲